# Palais des Offices
Le palais des Offices (Palazzo degli Uffizi en italien) est un palais de Florence, en Toscane, abritant dans la galerie des Offices l'un des patrimoines artistiques les plus célèbres au monde, qui constitue une partie du complexe muséal officiellement appelé galeries des Offices (Gallerie degli Uffizi), comprenant aussi le corridor de Vasari, les collections du palais Pitti et le jardin de Boboli.
Par la quantité et la qualité des œuvres qu'il abrite, le palais des Offices est l'un des bâtiments de musée les plus importants au monde. Il figure sur la liste établie en 1901 par Direction générale des antiquités et des beaux-arts, comme édifice monumental à considérer comme monument national.
Ouverte au public depuis 1765, la galerie des Offices déploie, sur 8 000 m2 du palais, la plus belle collection au monde de peintures italiennes, de Raphaël et de Sandro Botticelli et Léonard de Vinci, ainsi que Giotto di Bondone, Titien, Pontormo, Bronzino, Andrea del Sarto, Le Caravage, ainsi que de nombreuses œuvres des grands maîtres européens, d’Albrecht Dürer, Pierre Paul Rubens, à Francisco de Goya.
Les œuvres picturales du XVIe siècle et baroques, mais aussi des XIXe et XXe siècles en Italie, sont concentrées au palais Pitti.

## Historique

### CosmeIeret Vasari

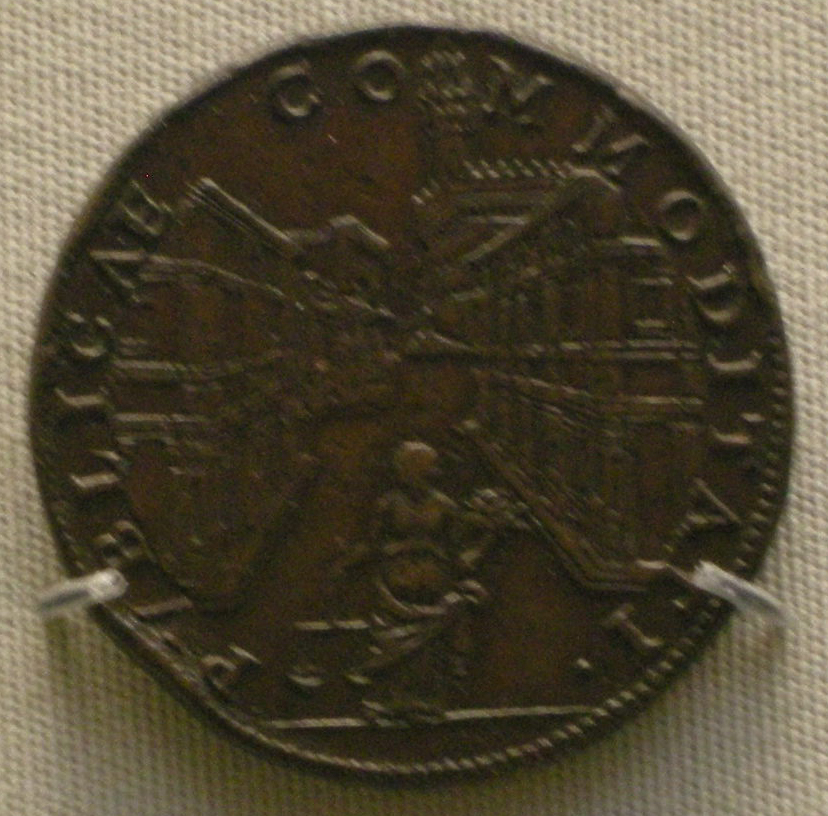
Domenico Poggini, Médaille de Cosme Ier célébrant la création des Offices.

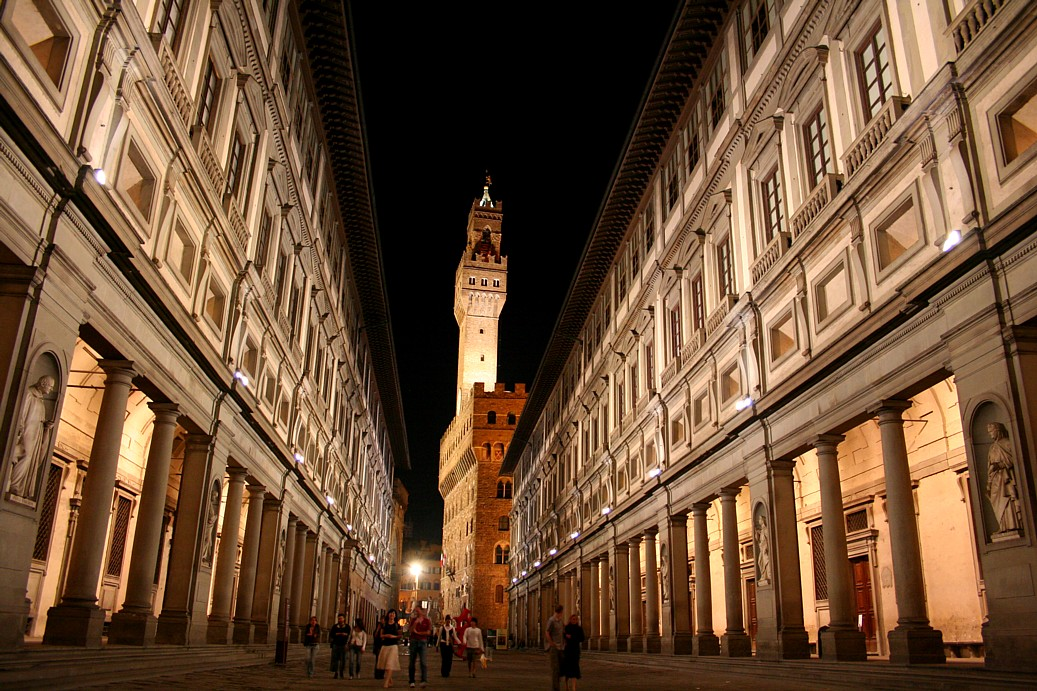
Galerie des Offices et Palazzo Vecchio depuis le piazzale.

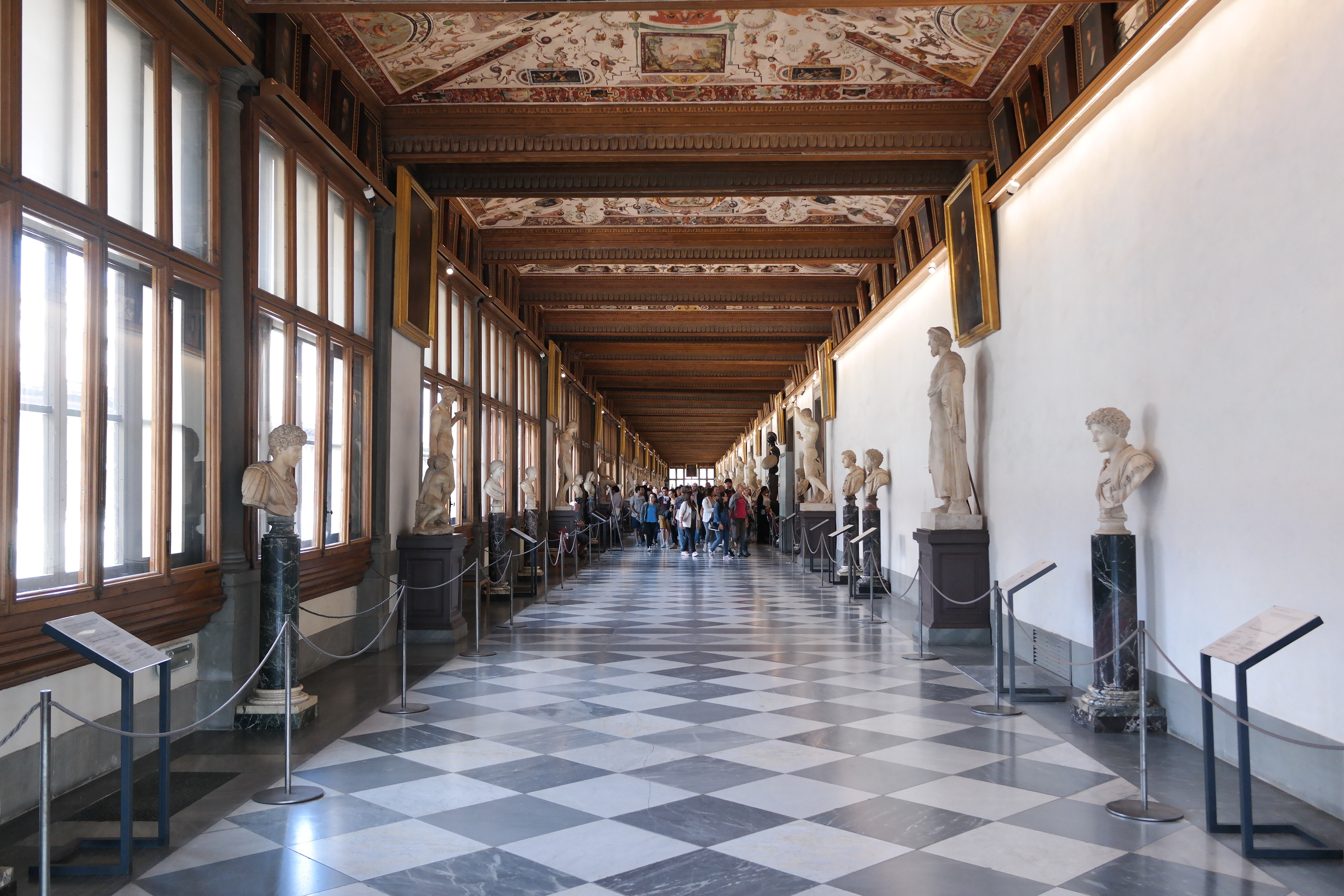
Couloir supérieur de la Galerie des Offices.

Avec l'installation du duc Cosme Ier de Toscane (1519-1574), premier grand-duc de Toscane, dans l'ancien siège municipal du Palazzo Vecchio, la politique d'exaltation de la monarchie dans le périmètre de la ville commence. En 1560, le duc veut réunir les 13 magistratures florentines les plus importantes, situées précédemment à divers endroits, dans un nouvel ensemble de bureaux dits les Offices (Uffizi), dans un seul bâtiment placé sous sa supervision directe, afin d'installer un nouveau siège du gouvernement à côté de l'ancien Palazzo Vecchio, en résonance avec le pouvoir politique et militaire acquis par Florence après la conquête de Sienne. Le site choisi pour la nouvelle construction est une bande de terre entre le côté sud de la piazza della Signoria et le Lungarno, dans un quartier populaire où se trouve le port fluvial de Florence.
Les travaux sont confiés à Giorgio Vasari qui est déjà responsable du chantier de construction du Palazzo Vecchio adjacent. Le projet implique un bâtiment en forme de « U », composé d'un long bras à l'est, à incorporer à l'ancienne église San Pier Scheraggio, une courte section surplombant l'Arno et un court bras à l'ouest, incorporant la Zecca Vecchia.
Les bureaux de treize magistratures importantes qui réglementent l'administration de l'État Médicis doivent être situés dans le nouveau bâtiment ; du côté du Palazzo Vecchio, de l'ancienne église San Pier Scheraggio, les neuf Conservateurs du Domaine et de la Juridiction Florentins, l'Arte di Calimala (corporation du Change et de la laine), l'Arte del Cambio (corporation des banquiers et des changeurs), l'Arte della Seta o di Por Santa Maria (corporation de la soie), l'Arte dei Medici e Speziali (corporation des médecins et apothicaires), l'Università dei Fabbricanti (université des Fabricants) et le Tribunal des Marchandises ; du côté opposé, les Officiers de l'Honnêteté, les Officiers des Dîmes et des Ventes, les Officiers de la Grascia, le Magistrat des Pupilles, les Conservateurs des Lois et les Commissaires des Bandes.
Afin de réduire les coûts, Cosme, en plus de confier les travaux contractuels avec un rabais maximum, accorde aux fournisseurs des licences inhabituelles : les renaioli, qui prélèvent du sable ou du gravier d’une rivière en utilisant des barques, peuvent extraire le sable du lit de l'Arno au niveau de l'actuel pont alle Grazie ; les tailleurs de pierre s'assurent l'usage de la carrière de pietra serena du Mulinaccio, carrière située dans une localité entre Maiano et Coverciano dans la vallée de Mensola, près de San Martino a Mensola, traditionnellement réservée aux travaux publics et propriété de Maddalena Gaddi degli Alessandri, réputée pour la qualité de la pierre extraite  ; les maçons utilisent des pierres de carrière extraites du fossé de la forteresse de San Miniato, près de la porte San Niccolò. Les bois sont achetés à l'Opera di Santa Maria del Fiore. L'architecte Giorgio Vasari est rejoint sur ce chantier difficile par Maestro Dionigi (ou Nigi) della Neghittosa.
La conception architecturale est novatrice : un cortile allongé (maintenant nommé piazzale des Offices) forme une rue bordée de deux longs bâtiments réunis du côté de l'Arno par une galerie à deux étages fermant le cortile. Vasari prévoit, au second étage, des bureaux éclairés par de larges baies qui sont ceux du Grand-duc.
Pour le mariage de son fils François Ier de Médicis avec Jeanne d'Autriche, en 1565, le duc décrète l'ouverture d'une rue surélevée et secrète entre le Palazzo Vecchio et le palais Pitti, la nouvelle résidence de la dynastie Médicis, directement reliée aux fortifications de Florence, pour assurer la sécurité des Médicis entre leurs palais. En seulement six mois, Vasari construit le nommé « corridor de Vasari » qui prend naissance dans le Palazzo Vecchio au niveau de la chapelle d'Éléonore de Tolède, femme du Grand-duc Cosme Ier, traverse la via della Ninna par un pont couvert et en partie en tunnel, traverse l'Arno sur le Ponte Vecchio, émerge dans le quartier Oltrarno, arrive au jardin de Boboli et de là au palais Pitti ; à partir de cet endroit, une liaison a ensuite été réalisée pour atteindre le Fort Belvedere en toute sécurité. En août 1572, toutes les magistratures du côté de San Pier Scheraggio sont déjà installées dans les nouveaux bureaux même si le bâtiment n'est pas achevé.

### FrançoisIerde Médicis et Buontalenti
En 1574, le grand-duc François Ier de Médicis confie la direction des travaux à Bernardo Buontalenti qui les complète avec Alfonso Parigi l'Ancien jusqu'en 1580. En octobre 1580, le bâtiment est achevé avec la jonction, du côté de la Monnaie, « à la grande et ancienne Loggia de Piazza ». Entre 1579 et 1581, les voûtes de la Galerie sont décorées de fresques avec des motifs grotesques d'Antonio Tempesta puis, d'Alessandro Allori, qui s'adjoint la collaboration de Ludovico Buti, Giovanni Maria Butteri, Giovanni Bizzelli et Alessandro Pieroni.
En 1581, François Ier, fils de Cosme, décide de fermer et d'utiliser la loggia du dernier étage comme galerie personnelle où il rassemble sa magnifique collection de peintures du XVe siècle, de camées, médailles, pierres fines, statues anciennes et modernes, orfèvreries, bronzes, armures, miniatures, instruments scientifiques et raretés naturalistes, mais aussi de portraits de la famille Médicis et d'hommes illustres. Il ouvre ensuite cette collection sur demande, faisant ainsi des Offices l'un des plus anciens musées d'Europe.
Pour mieux constituer la collection, à partir de cette même année, Buontalenti construit la Tribune des Offices dans le bras long du bâtiment, inspirée de la Tour des Vents à Athènes, décrite par Vitruve dans le premier livre de De architectura, qui constitue le noyau central de la Galerie Médicis. La tribune des Offices est l'une des pièces qui sert pour l'exposition des œuvres d'art de la collection Médicis, avant la destination de la galerie entière comme musée.
En 1583, François fait transformer la terrasse au-dessus de la Loggia des Lanzi, en un jardin suspendu, aujourd'hui disparu, où la cour se réunissait pour assister à des spectacles musicaux et autres divertissements. La Porta delle Suppliche sur la via Lambertesca remonte également à ces années caractérisées par une juxtaposition sans scrupule d'éléments classiques.
À la même époque (1586), Buontalenti achève le Théâtre Médicis, qui est construit aux actuels premier et deuxième étages de l'aile orientale du palais. C'est une grande salle rectangulaire entourée d'escaliers sur trois côtés, avec la scène des princes au milieu. Au XIXe siècle, le théâtre sera divisé en deux étages : le premier abrite désormais le Département des Estampes et des Dessins, le second quelques salles du musée. Du théâtre dans son ensemble, il ne reste que le vestibule, où se trouve à gauche ce qui constituait autrefois le portail d'entrée du théâtre, aujourd'hui l'entrée du Département des dessins et estampes, avec devant, les trois portes du Ricetto : sur celle centrale, avec les portes en bois sculptées des armoiries des Médicis, se trouve le buste de François Ier.

### Les Médicis

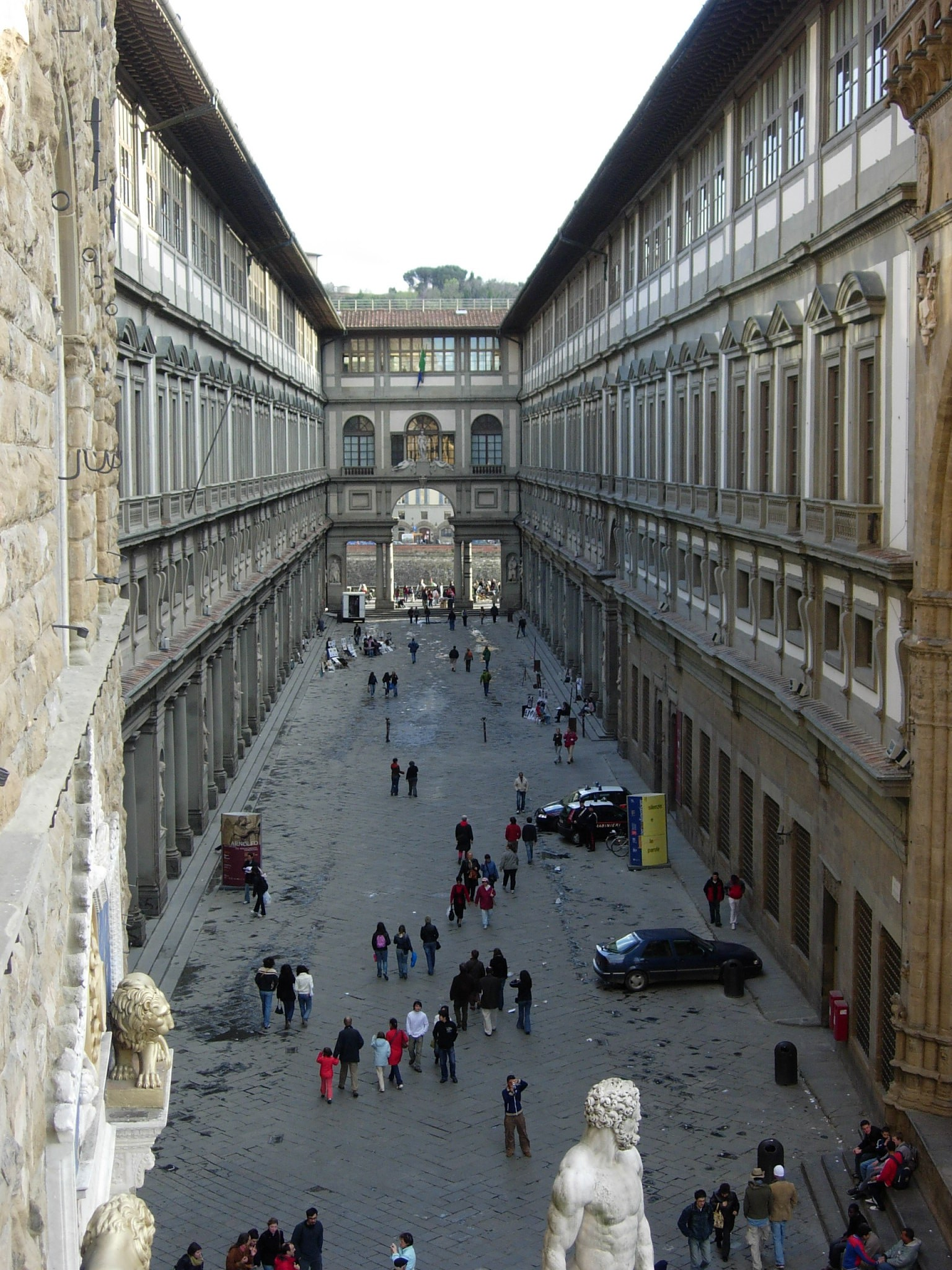
Vue de la Galerie depuis le balcon du Palazzo Vecchio.

En 1587, avec le duc  François Ier de Médicis, la collection s'enrichit de la dite « Serie Gioviana », une collection de portraits d'hommes illustres réalisée par l'évêque de Côme Paul Jove, qui est aujourd'hui exposée en hauteur, au niveau des poutres de la galerie de statues. Par la volonté du duc, la salle dite des « cartes géographiques » est créée, fermant une terrasse près de la tribune, dont les murs sont peints à fresque par Ludovico Buti et Stefano Bonsignori avec des cartes de « l'ancien dominion florentin », « de l'État de Sienne » et « dell' Isola d'Elba » ; quelques toiles peintes par Jacopo Zucchi avec des contes mythologiques sont placées au plafond. Au centre de la pièce se trouvaient un globe et une sphère armillaire (aujourd'hui au musée Galilée). Le Stanzino delle Matematiche est complété, destiné à recueillir des instruments scientifiques, avec une voûte décorée par une belle femme, personnification des Mathématiques, flanquée sur les murs de Scènes avec les inventions d'Archimède.
À l'initiative de Ferdinand Ier, les ateliers grand-ducaux sont transférés aux Offices et, en 1588, l'Opificio delle pietre dure, une fabrique d'État experte dans le traitement des objets précieux, ainsi que les ateliers d'orfèvres, bijoutiers, enlumineurs, jardiniers, artisans de porcelaines, sculpteurs et peintres sont transférés dans l'aile ouest de la galerie pour permettre l'accès par l'escalier dit « del Buontalenti ».
À proximité de la fabrique, sept salles de la Galerie sont destinées à abriter la collection d'armes et d'armures, et une salle est également aménagée pour les pierres précieuses taillées apportées en dot par Christine de Lorraine. La peinture de certains plafonds, décorés de fresques par Ludovico Buti en 1588, remonte à cette période. En 1591, la galerie est ouverte au public sur demande. Avec la mort de Ferdinand Ier en 1609, elle reste longtemps inchangée.
Entre 1658 et 1679, à l'époque de Ferdinand II de Médicis, Cosimo Ulivelli, Angelo Gori et Jacopo Chiavistelli sont consultés pour peindre à la fresque les plafonds, dont l'œuvre a été détruite en 1762 et remplacée par de nouvelles décorations de Giuseppe del Moro, Giuliano Traballesi et Giuseppe Terreni. L'épouse de Ferdinand, Vittoria della Rovere, la dernière descendante des ducs d'Urbino, apporte le vaste héritage d'Urbino à Florence : un noyau très raffiné d'œuvres de Titien, Piero della Francesca, Raphaël, Federico Barocci entre autres. D'autres œuvres de l'école vénitienne parviennent à travers l'œuvre du cardinal Léopold de Médicis, frère du grand-duc, qui a commencé avec une grande passion à collectionner des dessins, des miniatures et des autoportraits.
Entre 1696 et 1699, sous le règne de Cosme III de Médicis, Giuseppe Nicola Nasini et Giuseppe Tonelli décorent les voûtes du bras faisant face à l'Arno, et peu de temps après le bras ouest de la galerie est agrandi, en utilisant les nouveaux locaux pour accueillir une collection d'autoportraits, de porcelaines, de médailles, de dessins et de bronzes.
Ce qui suscite avant tout la curiosité naturaliste de la Renaissance est conservé dans la Fonderia, ou pharmacie : quelques momies, de nombreux animaux empaillés, des œufs d'autruche et des cornes de rhinocéros. En ce qui concerne les collections, le duc Cosme III achète de nombreuses peintures flamandes (beaucoup de Rubens) et de précieuses statues romaines, comme la célèbre Vénus de Médicis, un original grec très rare qui devient à juste titre l'une des sculptures les plus connues de la Galerie.

### Les Lorraine
La dynastie Médicis s'éteint en 1737 avec la mort de Jean-Gaston de Médicis : la sœur de ce dernier, Anne-Marie-Louise de Médicis, avec la Convention datant de la même année, cède les collections Médicis à la Maison de Lorraine, à condition que les œuvres restent à Florence et soient inaliénables : l'acte, dûment respecté par les Lorrains, permit de conserver intactes les vastes collections jusqu'à nos jours, sans les disperser ni quitter l'Italie, comme ce fut le cas pour les collections non moins exceptionnelles de Mantoue ou d'Urbino.

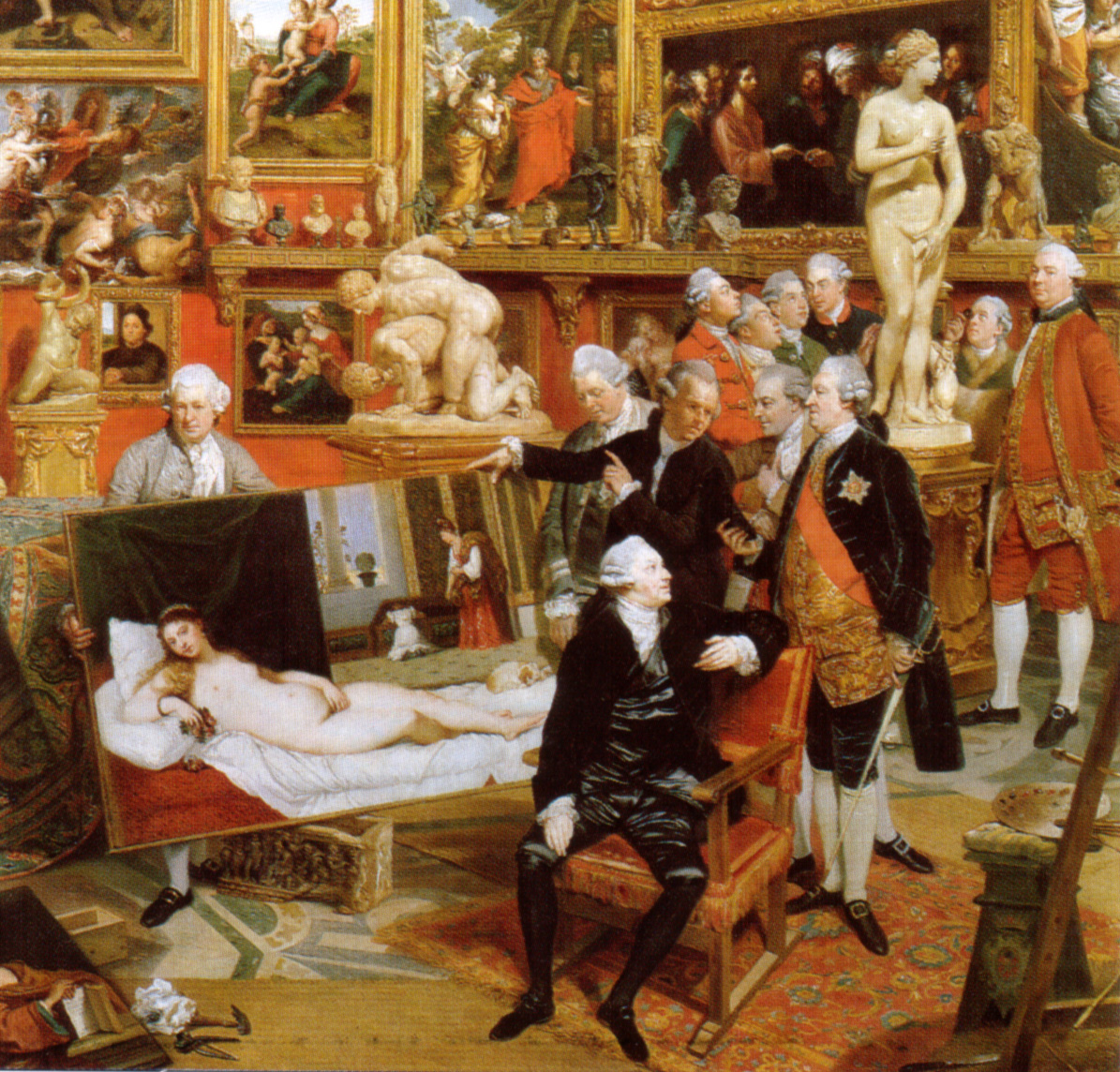
La tribune des Offices, dans un tableau du XVIIIe siècle de J. Zoffany (détail).
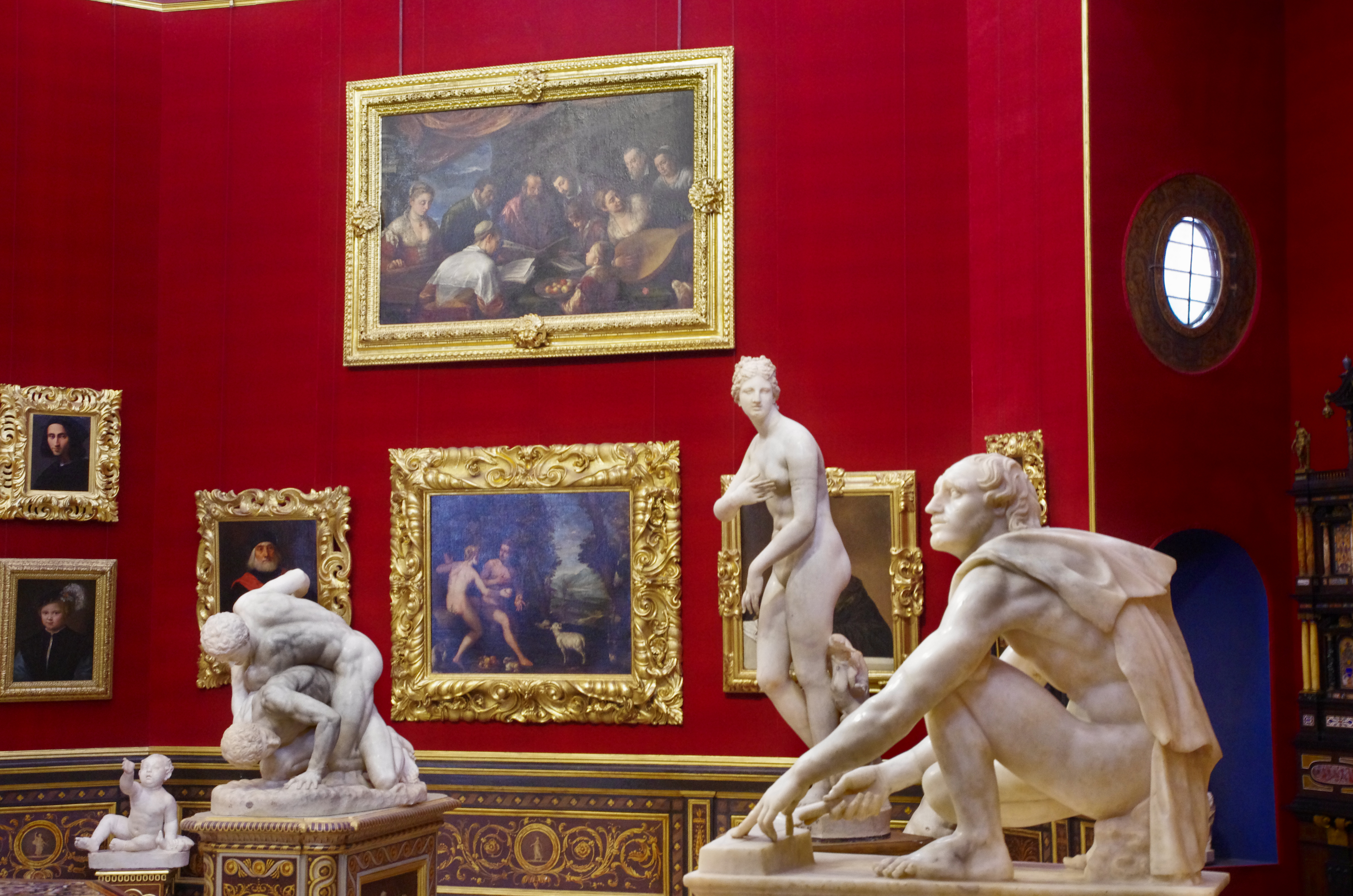
La Tribune aujourd'hui.
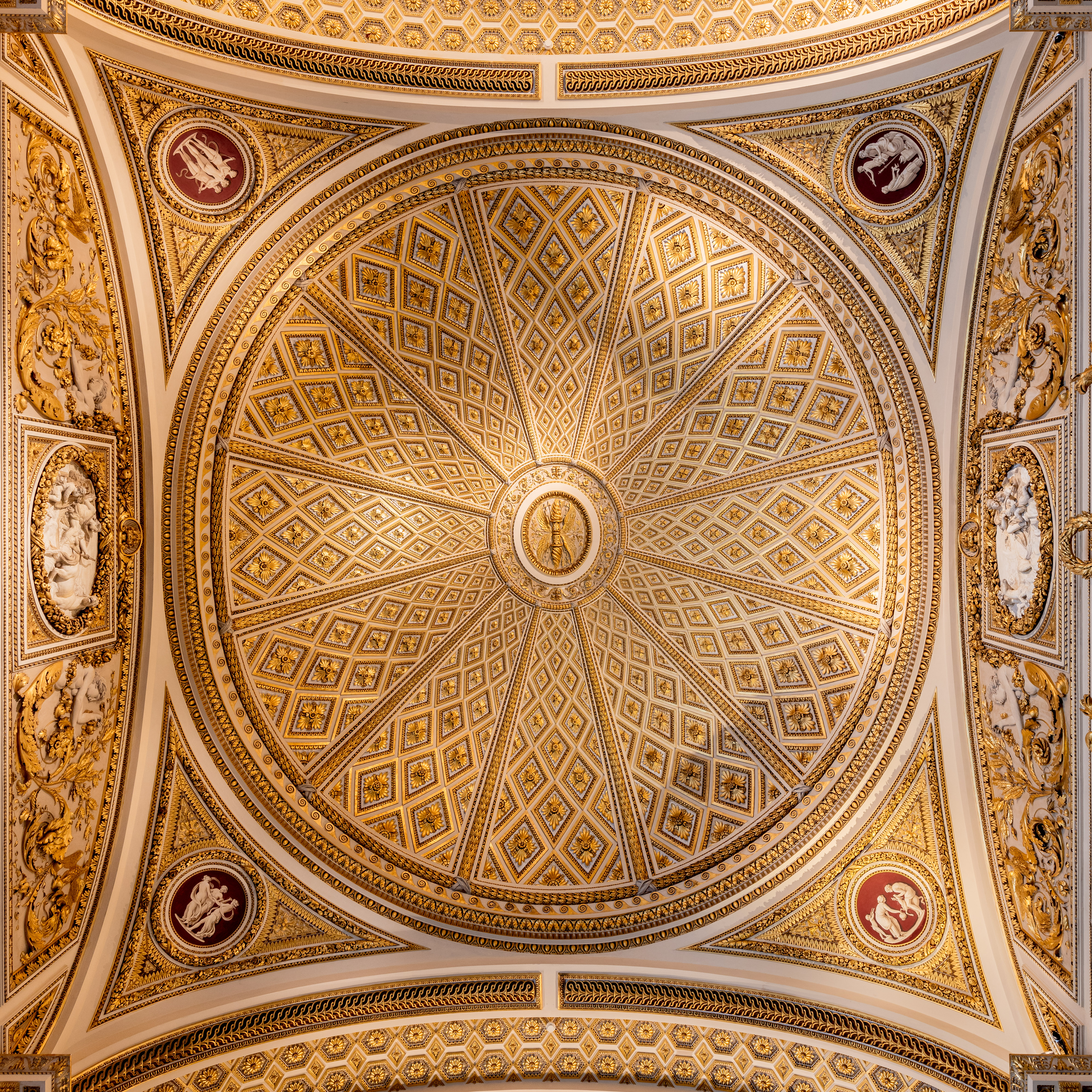
Au plafond de la salle Niobe de la galerie des offices. Cette salle a été commandée par Léopold II (empereur du Saint-Empire), et le plafond réalisé par Giuseppe del Moro. Septembre 2022.

Une vaste enquête graphique est réalisée entre 1748 et 1765, coordonnée par Benedetto Vincenzo De Greyss. Le 12 août 1762, un incendie détruit une partie du couloir est, détruisant également de nombreuses œuvres conservées, rapidement restaurées et redécorées.
Léopold II (empereur du Saint-Empire), ouvrant la Galerie au public en 1769 et prévoyant la construction d'une nouvelle entrée conçue par Zanobi del Rosso, favorise une transformation radicale de la Galerie, en confiant sa gestion à Giuseppe Bencivenni Pelli et la réorganisation, achevée en les années 1780-1782, à Luigi Lanzi, qui suit les critères rationalistes et pédagogiques du Siècle des Lumières, avec « son genre de chose ou au plus deux » dans chaque pièce. L'armurerie est supprimée, la collection de majolique vendue et les instruments scientifiques transférés au Musée de la Specola ; ce fait peut se résoudre dans une vision rationaliste de ces Lumières qui distinguent la science de l'art et veulent concentrer la peinture aux Offices, séparée de la sculpture antique et des arts mineurs, en opposition à l'éclectisme de la Renaissance. À partir de 1793, quelques échanges avec la Galerie impériale de Vienne, facilités par les liens de parenté entre les maisons régnantes respectives, permettent la venue des chefs-d'œuvre de Titien, Giovanni Bellini, Giorgione, Dürer, entre autres, en échange d'œuvres florentines des XVIe et XVIIe siècles, dont Fra Bartolomeo : avec le recul c'est surtout Florence qui a gagné à ces échanges.
En 1779, la Sala della Niobe est créée par Gaspare Paoletti, où un ensemble de sculptures antiques représentant Niobe et ses enfants est installé, provenant de la Villa Médicis à Rome.

### XIXeetXXesiècles

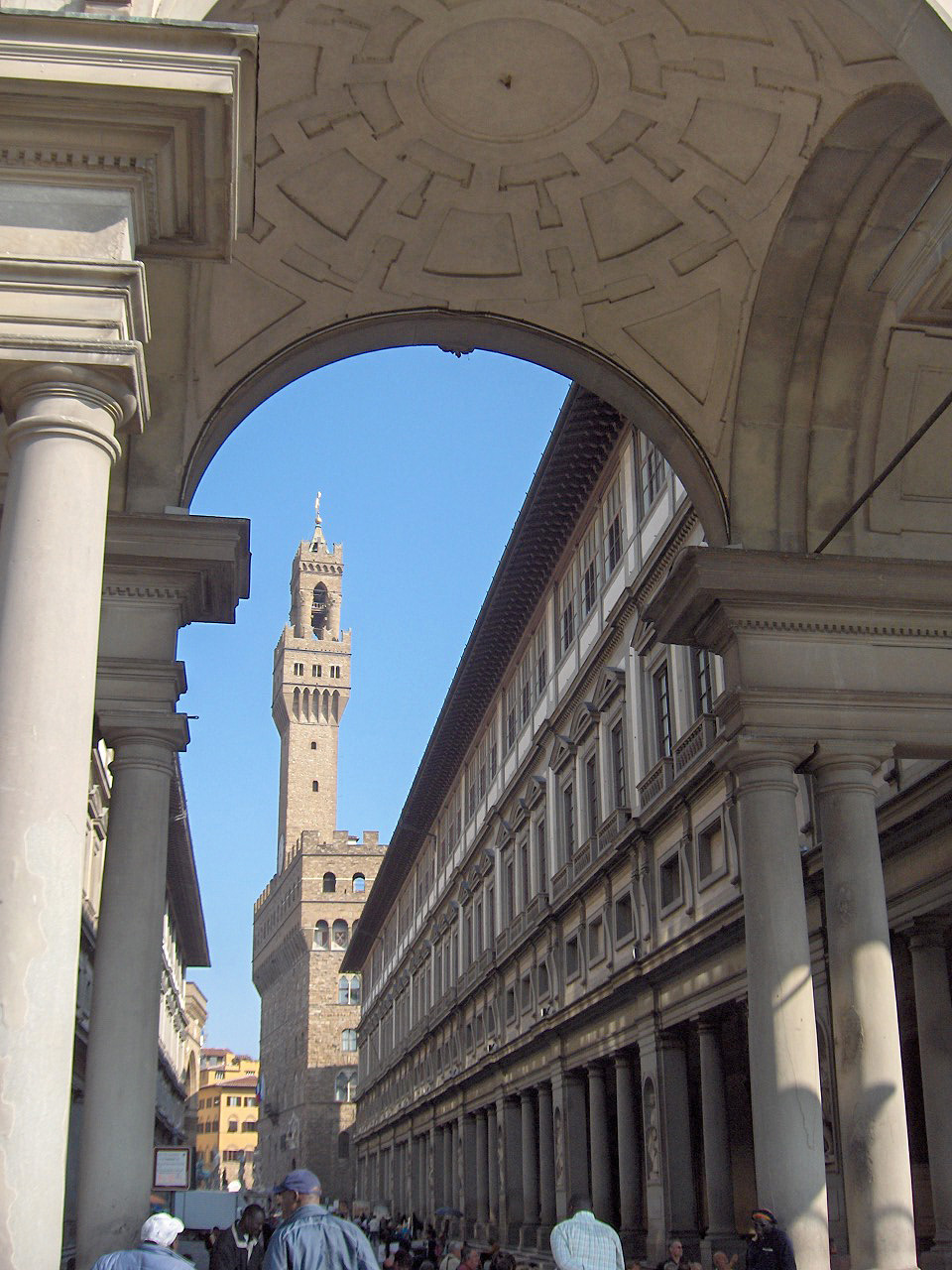
Le Piazzale des Offices.

Avec la Révolution française et la campagne d'Italie (1796-1797), la galerie des Offices, comme une grande partie du patrimoine artistique toscan, lors des spoliations napoléoniennes, s'appauvrit en œuvres d'art choisies par Dominique Vivant Denon, directeur du musée Napoléon, pour être envoyées à Paris. Parmi les œuvres volées figurent la Vénus Médicis retirée de la Tribune des Offices, la La Vierge au long cou, le Portrait du pape Léon X, rendu plus tard lors de la Restauration, et l'œuvre d'Antonio Canova lors du Congrès de Vienne. Cependant, la Galleria dell'Accademia de Florence et les œuvres rassemblées à Pise, Massa, Carrare et Fiesole connaissent un bien pire sort, puisqu'elles prennent la route du musée du Louvre et y sont encore exposées aujourd'hui.
Entre 1842 et 1856, 28 statues de marbre sont insérées dans les niches des piliers à l'extérieur de la galerie, avec d'illustres toscans du Moyen Âge au XIXe siècle. Parmi les plus précieux de la série figurent la statue de Giotto de Giovanni Dupré, à gauche sur le troisième pilier, Machiavel de Lorenzo Bartolini au onzième, la statue de Saint Antonin de Duprè, à droite dans le quatrième pilier, et Michel-Ange d'Emilio Santarelli.
Pendant le Risorgimento, lorsque Florence est élue capitale de l'Italie (1865-1871), le Sénat du royaume d'Italie d'Alessandro Manzoni se réunit au théâtre Médicis.
Dans la seconde moitié du XIXe siècle, les Offices commencent à devenir avant tout une collection de peintures, certaines statues de la Renaissance sont enlevées et transférées au musée national du Bargello et certaines statues étrusques sont transférées au Musée archéologique national.
La Regie Poste (adaptation de Mariano Falcini) est conçue dans le petit bras ouest à partir de 1866, et aujourd'hui, après une restauration en 1988, quelques expositions de matériel, provenant principalement des entrepôts, y sont organisées.
En 1889, le théâtre Médicis est divisé en deux étages et démantelé. Aujourd'hui l'espace qu'il occupait contient les salles des « Primitifs » de la Galerie et le cabinet des dessins et des estampes.
En 1900, la collection de peintures de l'hôpital Santa Maria Nuova est achetée, comprenant le Triptyque Portinari de l'Église Sant'Egidio. À partir du début du XXe siècle, des zones telles que le XIVe et le début du XVe siècle, en dehors du noyau historique du musée, sont renforcées par des achats et des transferts de diverses églises et instituts religieux. 
Pendant la Seconde Guerre mondiale, les salles des Offices sont vidées et les œuvres d'art, déposées dans des abris sûrs, retournant à leur place en juillet 1945. Une partie avait été réquisitionnée par les Allemands et transférée dans la province de Bolzano, mais est récupérée.
En séparant le théâtre Médicis en deux étages, six salles sont obtenues dont les premières sont rénovées en 1956 sur un projet de Giovanni Michelucci, Carlo Scarpa, Ignazio Gardella.
En 1969, la collection Contini Bonacossi est transmise aux Offices par donation.

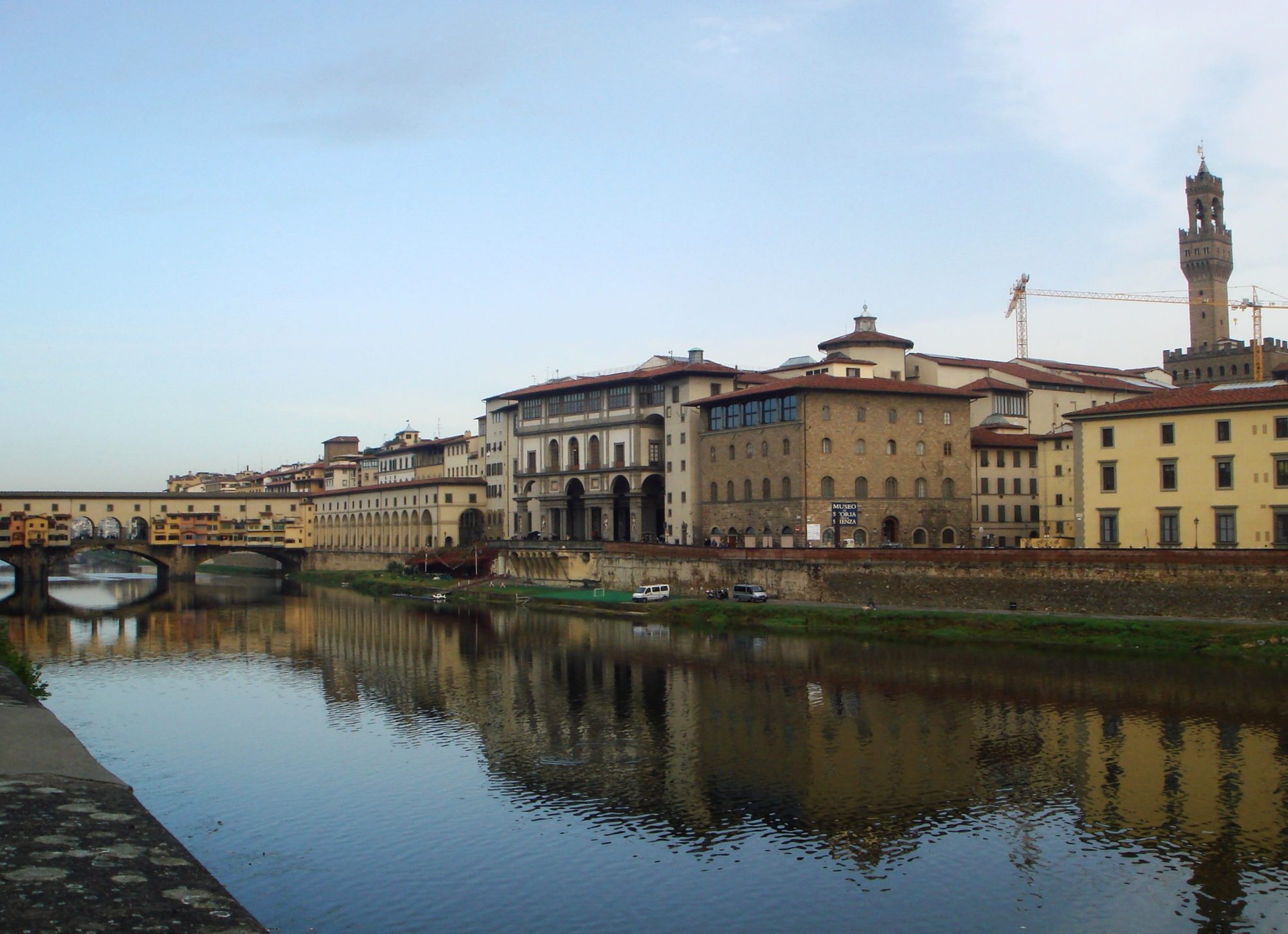
L'Arno et les Offices.

Les attentats mafieux de mai 1993, à la dynamite, contre la Galerie des Offices de Florence (rue Georgofili), le 27 mai 1993 et le musée d'Art contemporain de Milan, font une dizaine de morts (dont cinq aux Offices et 29 blessés) ; outre des dégâts importants aux collections des Offices (plusieurs tableaux sont détruits dont l'Adoration des pasteurs de Gerrit van Honthorst, 173 œuvres endommagées et 50 sculptures ont dû être restaurées), l'événement arrête les travaux d'agrandissement et stoppe l'accès à la galerie. De nombreuses pièces de la collection sont placées dans les dépôts, puis progressivement, avec les restaurations et la sécurisation de l'aile ouest, sont de retour dans le dispositif muséal.
En raison de la grande taille de ses collections, le musée a transféré certaines de ses œuvres à d'autres musées de la ville. En 1998, le concours international pour une « nouvelle version de la Galerie des Offices » est remporté par Arata Isozaki avec Andrea Maffei. Ce projet d'extension, en cours de finalisation, vise à étendre l'espace destiné aux expositions de 6 000 à 13 000 m2, ce qui devrait permettre l'accès du public à de nombreuses peintures longtemps restées dans les réserves.

### I Grandi Uffizi
La construction des « Grandi Uffizi » est un autre projet à long terme, constituant à doubler la surface d'exposition grâce au déplacement des archives d'État de Florence du premier étage, en puisant des œuvres dans les dépôts (situés au dernier étage) et en agrandissant ainsi tous les sections, jusque-là légèrement pénalisées par les espaces.
Le plan de réaménagement des salles et de rénovation des systèmes a été réalisé sous la direction d'Antonio Natali puis, à partir de 2015, d'Eike Schmidt, qui ont modifié le projet initial, en incluant par exemple la collection Contini-Bonacossi dans le parcours normal de visite dans les salles « Blu ».

### Salle de la Poste Royale
Dans l'Antiquité, dans la zone correspondant à la parcelle entre la via Lambertesca et la loggia des Lanzi, était installé l'établissement de la Monnaie florentine, dont l'histoire est étroitement liée au Fiorino d'or qui y était battu. Il a été intégré au projet de Giorgio Vasari, de manière à se présenter en continuité absolue avec les Offices, n'eût été le sous-sol, fermé et non ouvert sur la loggia. Dans la période de « Firenze Capitale » (1865-1871), il a été décidé d'affecter cette zone au nouveau bureau de poste de la ville (le précédent était situé dans la « canopée des Pisans » sur la Piazza della Signoria où se trouve maintenant le palais des Assurances générales (Florence)), en confiant le projet à l'architecte Mariano Falcini. Ce dernier, entre 1865 et 1866, obtint une grande salle (aujourd'hui pavée de marbre blanc et rouge), couverte d'une lucarne pavillonnaire soutenue par quatre colonnes élancées avec une structure portante en fonte, anoblie par des frises et des cadres en stucs sur les murs, à partir de la cour préexistante des voitures. Utilisé comme bureau de poste jusqu'en 1917, le lieu connut par la suite une période d'abandon avant d'être affecté en 1934 par le surintendant des Galeries Giovanni Poggi comme siège d'un laboratoire de restauration moderne, non plus considéré comme un « atelier d'art », mais comme un centre scientifique et expérimental de nouvelles méthodes, techniques et matériaux. Les salles ont été récupérées dans leur configuration d'origine avec un projet de restauration qui s'est terminé en 1988 sous la direction de Romeo Zigrossi (directeur du bureau technique de la surintendance), dans lequel un nouveau sol a été créé en remplacement du précédent en tesselles vitreuses, en mauvais état de conservation et limité à la partie centrale de la pièce.
Depuis cette date, l'espace a été utilisé pour la préparation d'expositions temporaires liées à l'activité de la Galerie des Offices. Dans le cadre du projet « Grandi Uffizi », il est prévu de créer un espace de service pour les visiteurs, notamment un restaurant dans la galerie. En ce qui concerne la façade extérieure (pour la partie au sol), la volonté de Mariano Falcini de réaliser une intervention dans un sens néo-médiéval est évidente, visant à se reconnecter davantage à la loggia des Lanzi voisine qu'à la construction de Vasari. Le double accès, en plus de l'inscription qui identifie la « Poste Royale », est marqué par quatre écus avec les armes des quartiers historiques de Florence et, au centre, par l'écu avec les armoiries du Royaume d'Italie (Armorial de la maison de Savoie :  rouge à la croix d'argent).

## Architecture

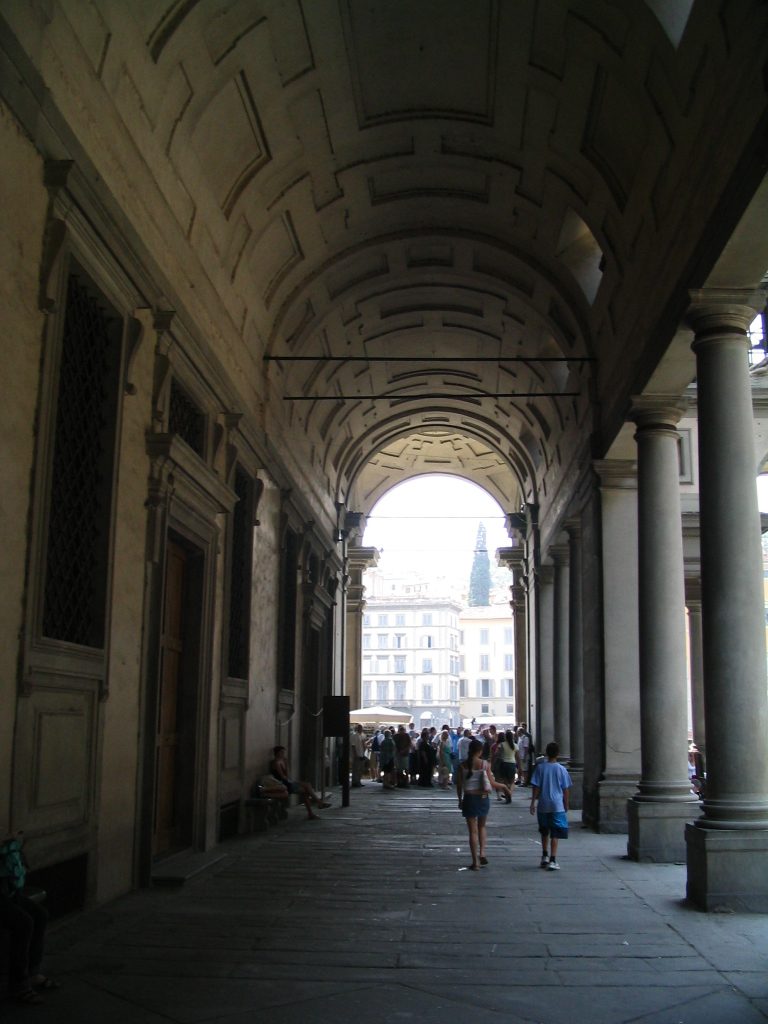
Les arcades.

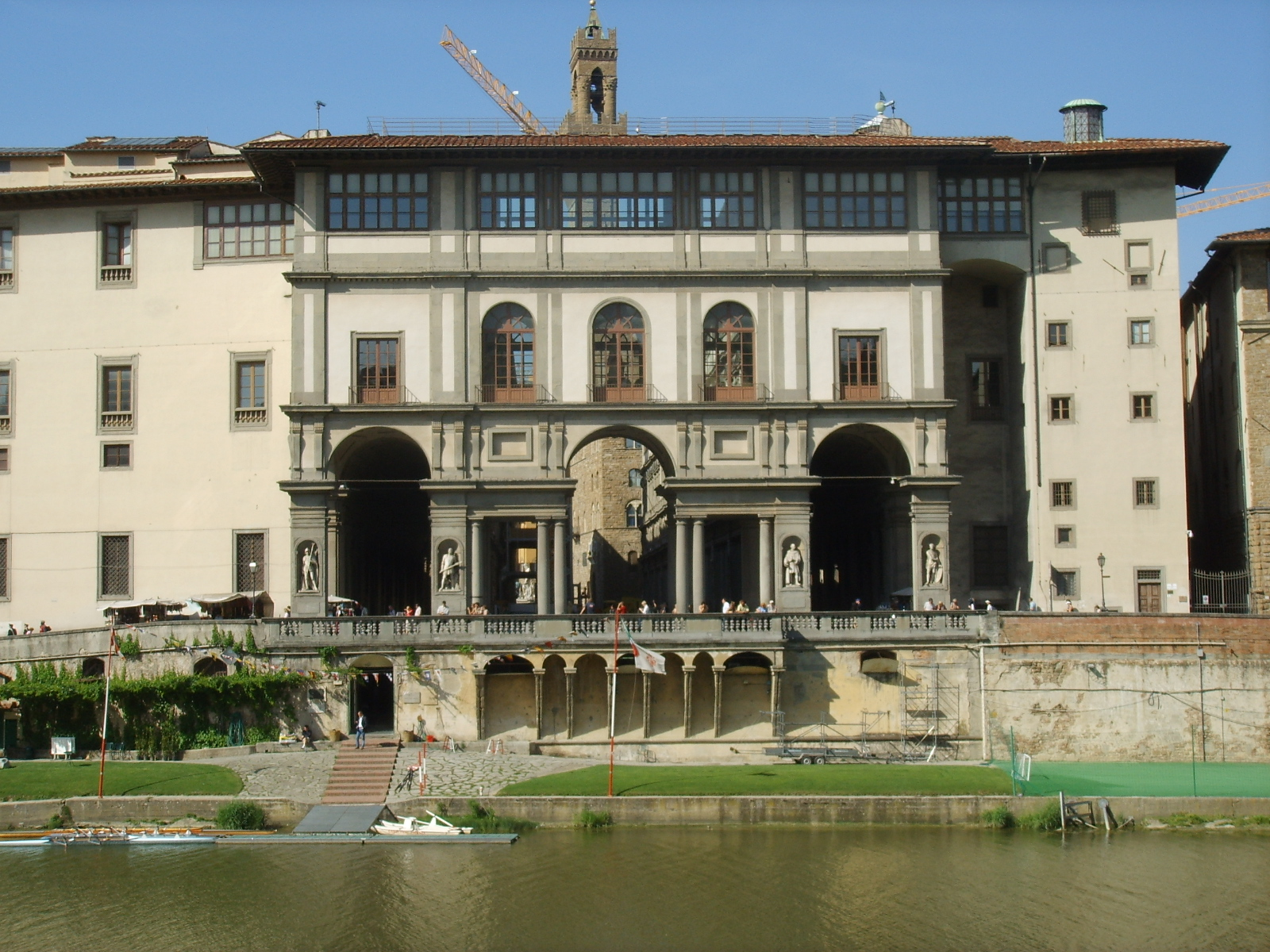
La Loggia des Offices, sur l'Arno.

La construction a été commencée en 1560 et réalisée en adoptant l'ordre dorique, selon Vasari, « plus sûr et plus ferme que les autres, [...] toujours très apprécié par le duc Cosme ». En 1565 le nommé Uffizi Lunghi est déjà achevé, ainsi que le tronçon qui surplombe l'Arno.
Le palais des Offices est composé de deux bâtiments principaux longitudinaux, reliés au sud par un côté plus court qui est complètement similaire, donnant ainsi naissance à un complexe en forme de « U », qui embrasse une place et perce prospectivement vers la Piazza della Signoria, avec une vue parfaite du Palazzo Vecchio et de sa tour.
Les trois bâtiments ont le même module : au rez-de-chaussée une loggia architravée couverte d'une voûte en berceau, constituée de travées délimitées par des piliers à niches et divisées en trois intercolonnes par deux colonnes interposées entre les piliers ; à ce module correspondent trois ouvertures dans la fausse mezzanine au-dessus qui servent à éclairer le portique et trois fenêtres au premier étage qui alternent entre tympan triangulaire et curviligne et sont comprises entre des pilastres ; enfin, au dernier étage, une loggia reprend le module tripartite et accueillera plus tard la Galleria originelle des Offices.
Au rez-de-chaussée, un portique s'étend sur toute la longueur des côtés ouest et sud, et pour le côté est jusqu'à la via Lambertesca ; élevé sur un podium de quelques marches, il est constitué de colonnes doriques et de piliers à niches pour statues qui supportent une architrave, mais est couvert de longues voûtes en berceau, ornées de cadres rectangulaires en relief, qui sont reliés entre eux par des bandes dessinant un motif géométrique brisé uniforme.
Le portique architravé représente une grande nouveauté dans l'histoire de l'architecture, car les arcades médiévales, puis celles de la Renaissance, étaient constituées d'une série d'arcs et jamais d'architraves, tant à Florence (comme le portique du Spedale degli Innocenti ) qu'ailleurs, à part le palais sénatorial de Michel-Ange à Rome qui est en fait l'un des modèles du projet de Vasari.
Un module de trois carrés se répète aux étages supérieur, trois fenêtres à balcons et tympans respectivement triangulaires, circulaires et triangulaires à nouveau (premier étage) et trois ouvertures sur la loggia supérieure (aujourd'hui la galerie du deuxième étage), divisées par deux petites colonnes. Les étages sont divisés par de majestueux cordons. Les éléments architecturaux sont soulignés par l'utilisation de la pietra serena (en particulier celle extraite de la vallée de la Mensola), qui se détache sur le plâtre blanc, selon le style plus typiquement florentin initié par Filippo Brunelleschi.
Le petit côté est caractérisé par un grand arc composé d'une serlienne qui encadre scéniquement la vue sur l'Arno, surmontée d'une loggia, ouverte à la fois sur la place en face et sur l'Arno, comme un véritable décor théâtral, inspiré des créations scénographiques contemporaines. Au rez-de-chaussée se trouve la statue de Jean des Bandes Noires, œuvre de Temistocle Guerrazzi. Au premier étage, les grandes fenêtres ont une encoche en arc et devant celle centrale, la plus grande,  se trouvent trois statues : Cosme Ier en pied de Jean Bologne (1585), flanqué des gisants personnifiant l'Équité et la Rigueur, tous deux de Vincenzo Danti (1566). Dans les niches des piliers de la loggia, il était prévu d'insérer une série de statues de Florentins célèbres, dont la réalisation ne commença qu'à partir de 1835.
Le portail (Porta delle Suppliche) construit par Bernardo Buontalenti sur la via Lambertesca est très original : il est couronné par un tympan brisé, mais pour plus d'originalité Buontalenti a inversé les deux moitiés, obtenant une sorte de tympan « ailé  », qui rappelle les aspects animaliers et organiques de son architecture.
En 1998, les architectes Arata Isozaki et Andrea Maffei ont remporté le concours international pour le projet de réaménagement de la Piazza Castellani à l'arrière pour qu'elle soit utilisée comme nouvelle sortie du musée des Offices. Après diverses vicissitudes, le projet exécutif a été achevé et approuvé par le ministère du Patrimoine culturel en février 2009 et est en attente d'achèvement.

## Présentation des collections
Divisé en plusieurs chambres faisant se succéder les écoles et les styles dans l'ordre chronologique, l'exposition présente des œuvres du XIIe  au  XVIIIe siècle, avec la meilleure collection au monde des œuvres de la Renaissance. Elle est constituée d'œuvres réalisées par des artistes allant de Cimabue au Caravage, en passant par Giotto et Léonard de Vinci. Sont hébergés certains des plus grands chefs-d'œuvre de la peinture, peints par Michel-Ange, Raphaël, Mantegna, Titien, Parmigianino, Rembrandt, Giambattista Pittoni, Canaletto et Botticelli.

## Statues du portique

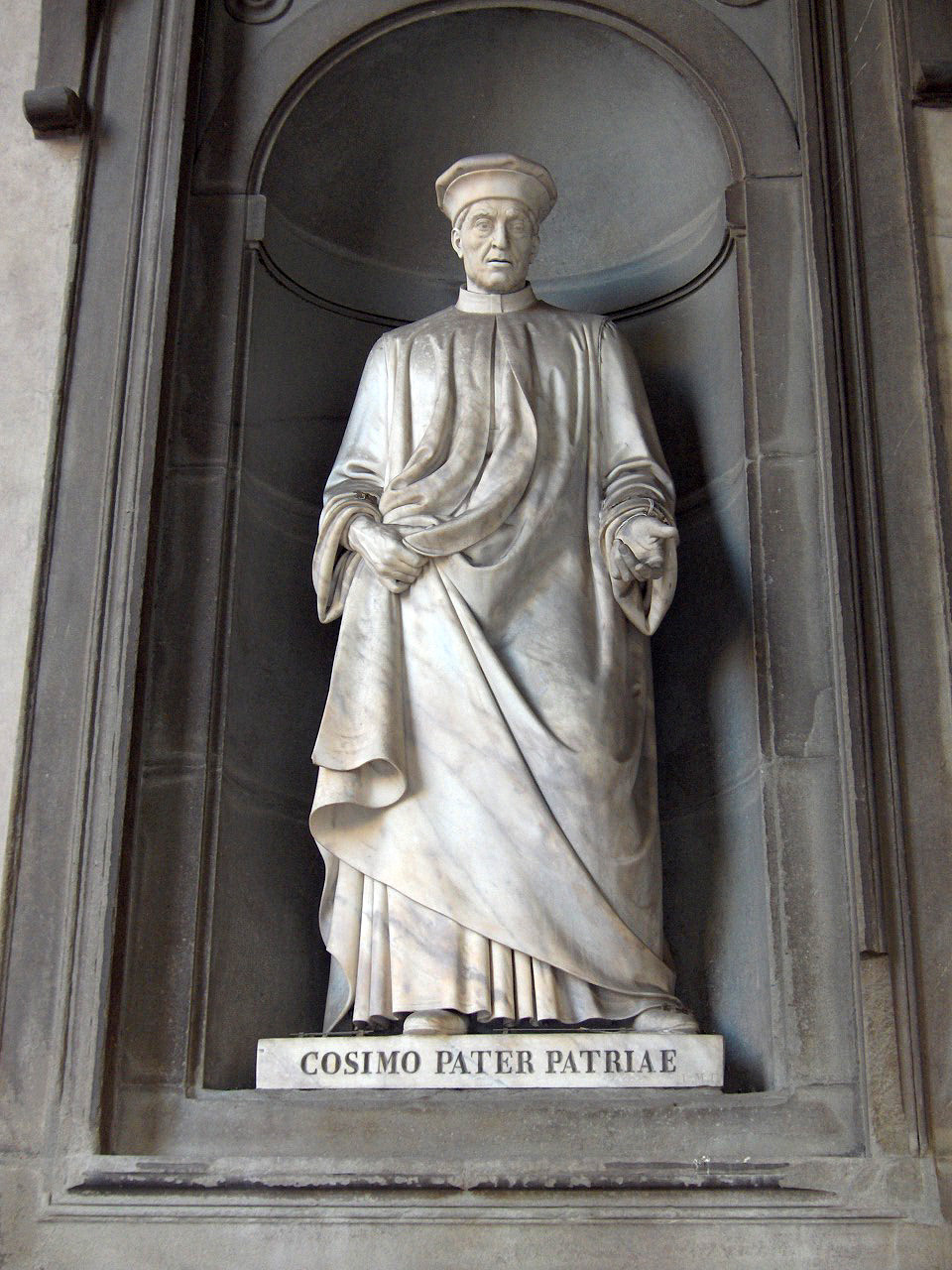
01. Cosme de Médicis
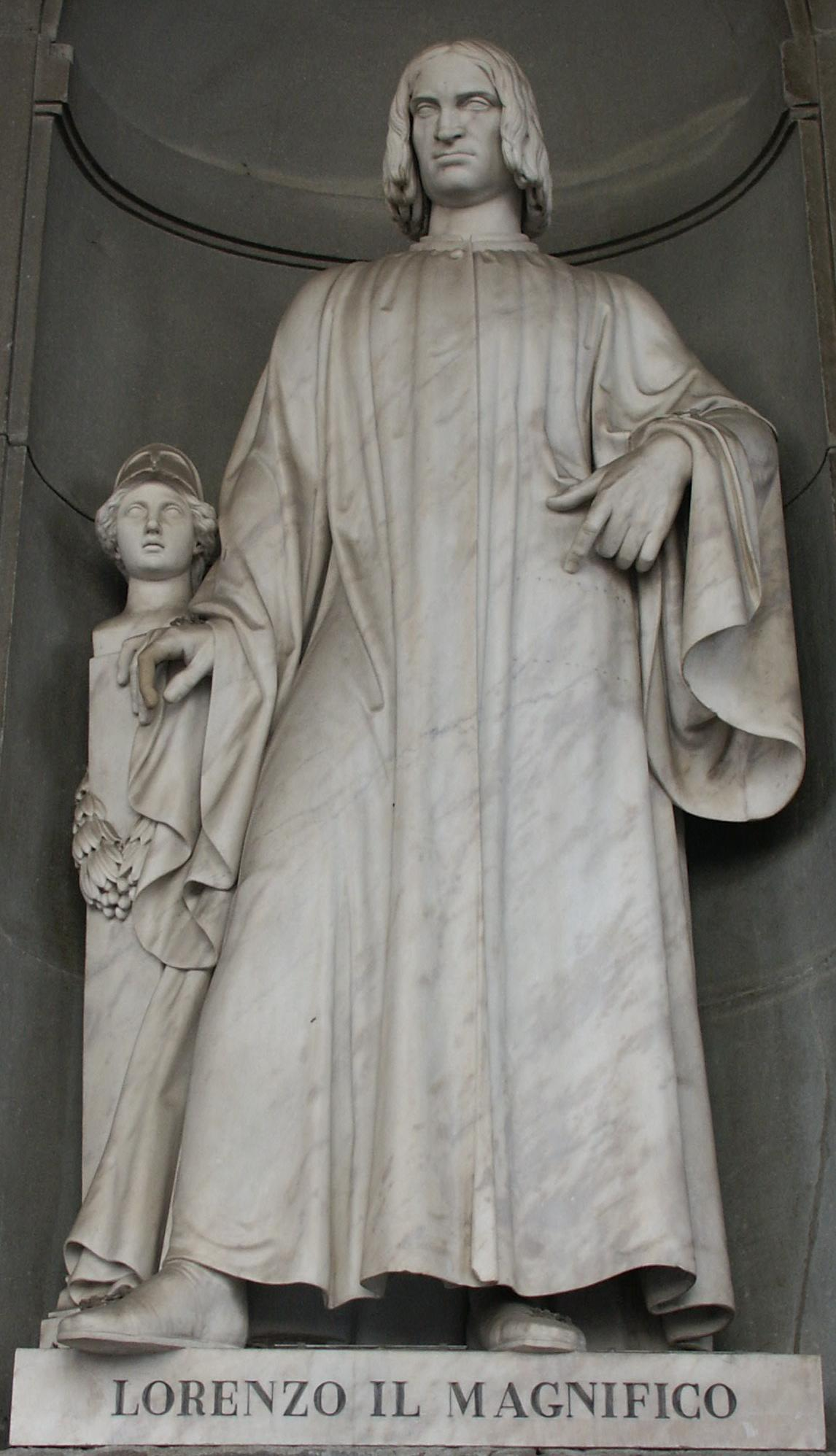
02. Laurent de Médicis
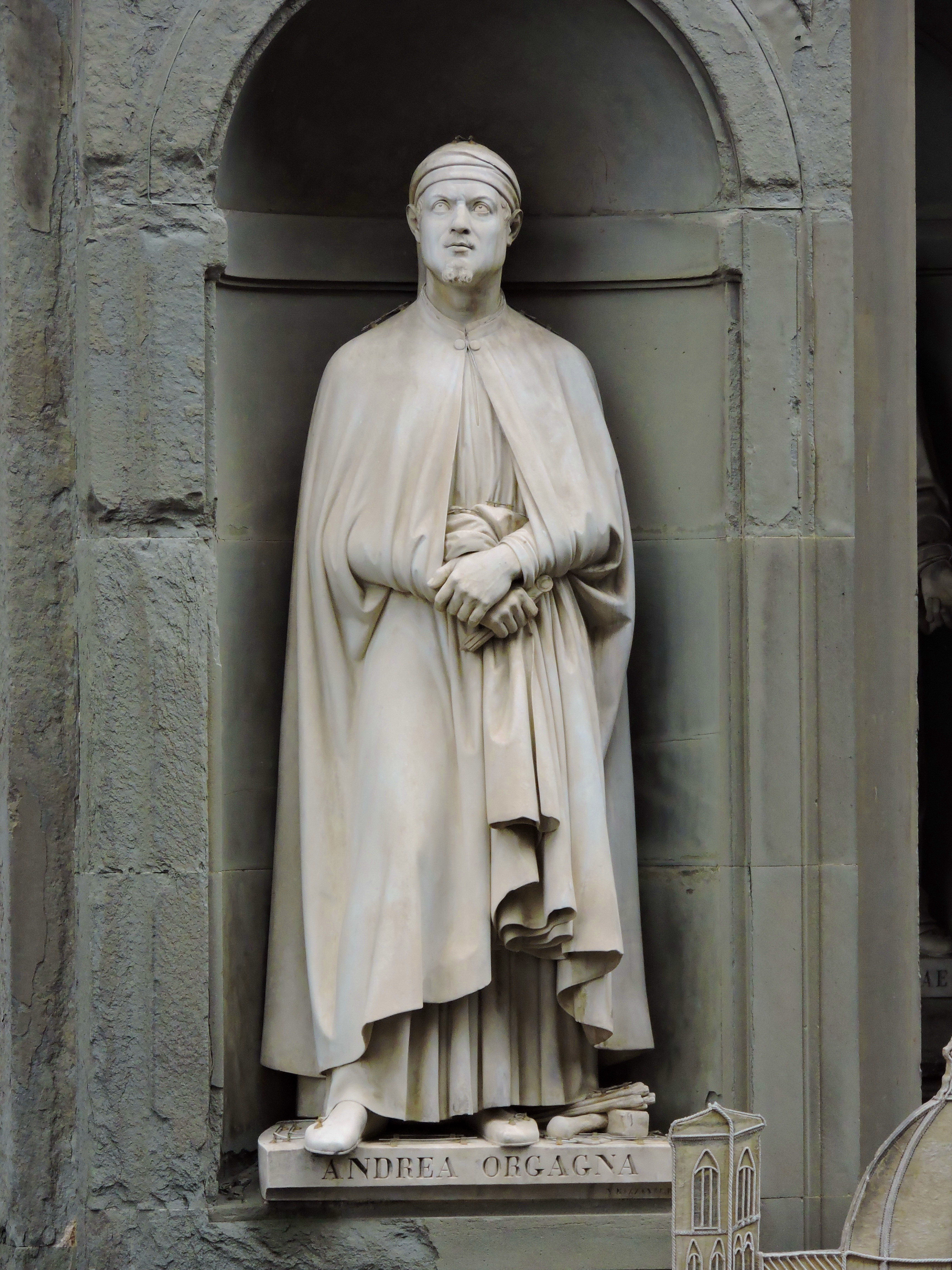
03. Andrea Orcagna
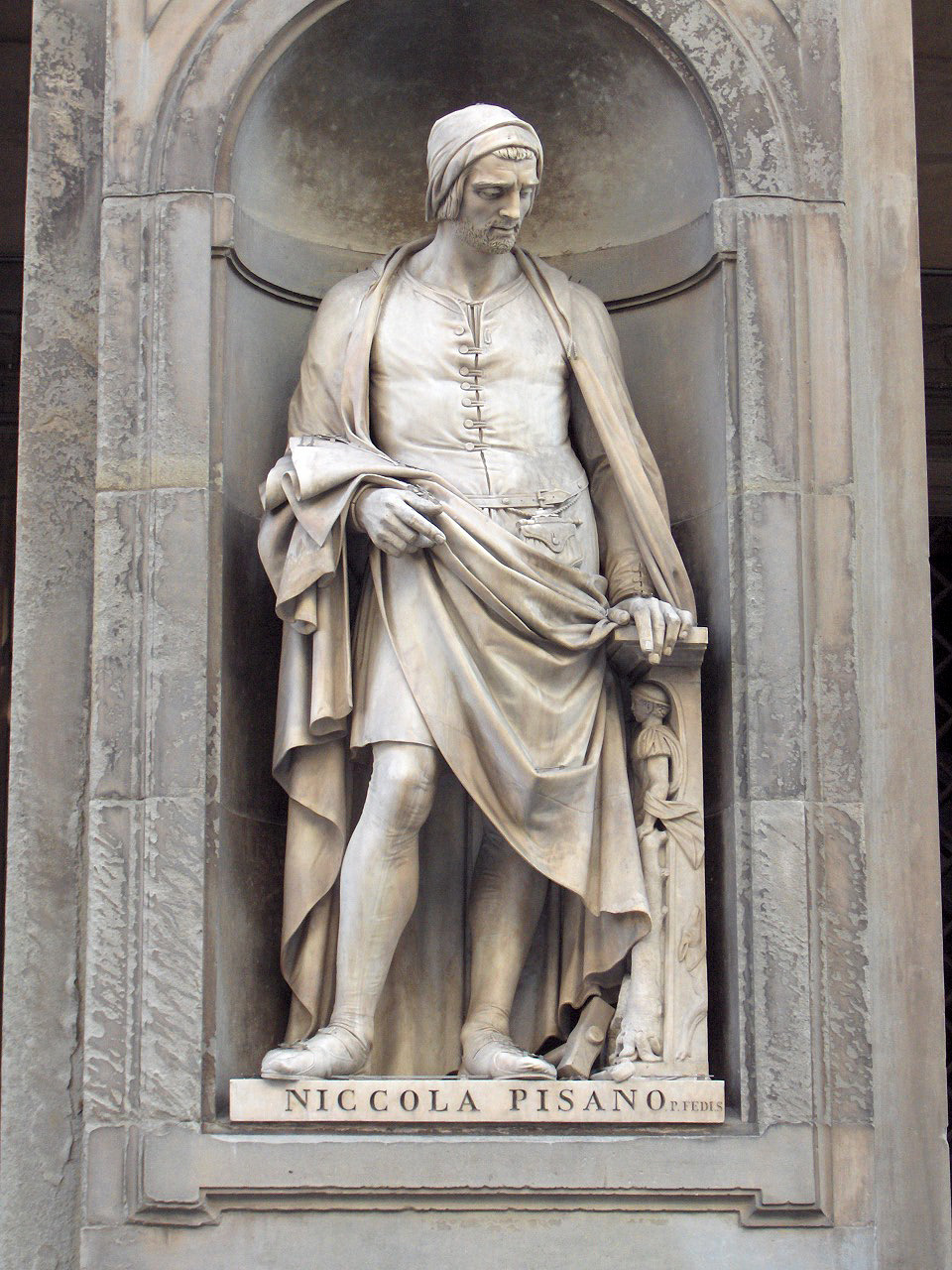
04. Nicola Pisano
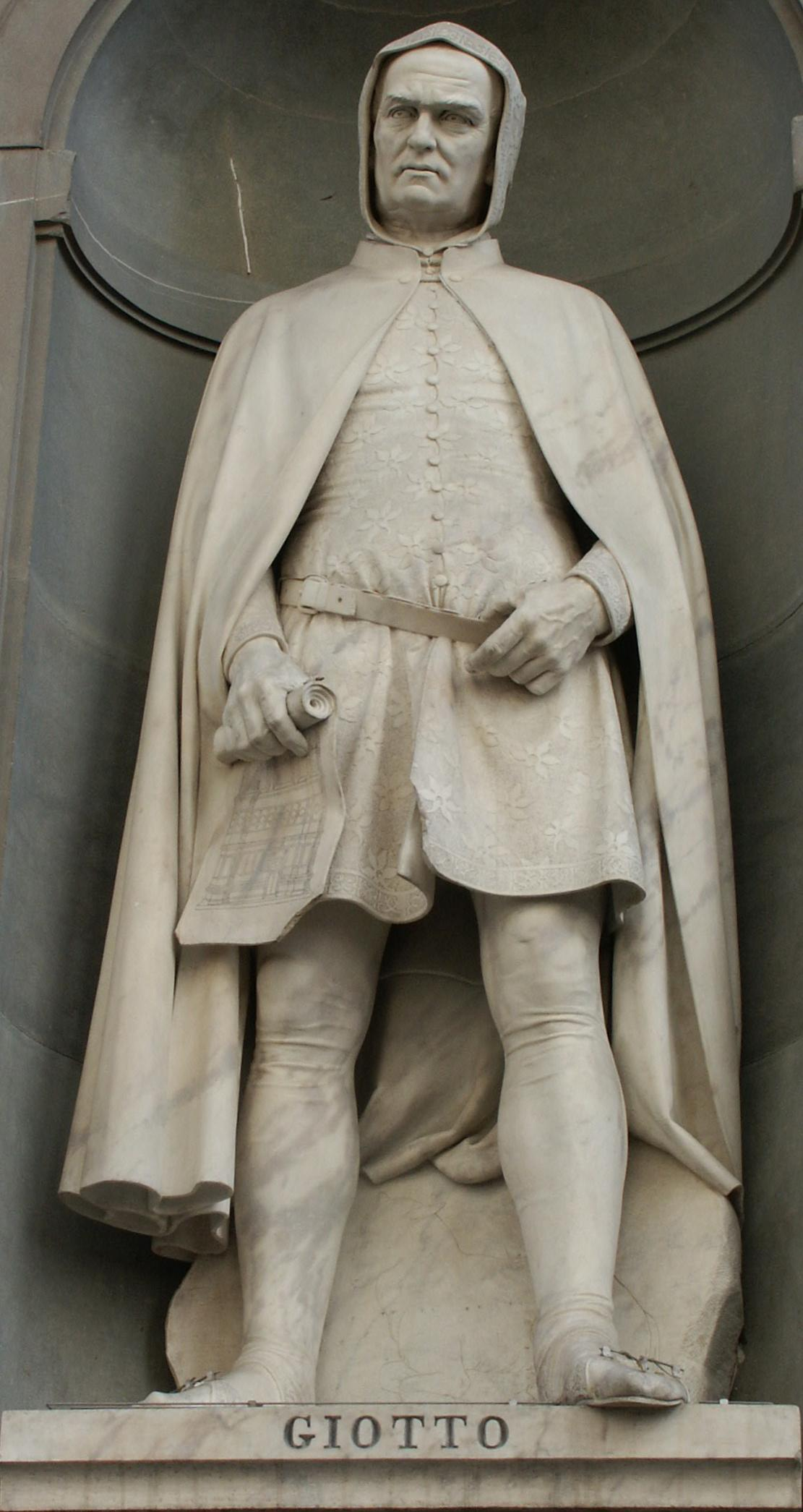
05. Giotto
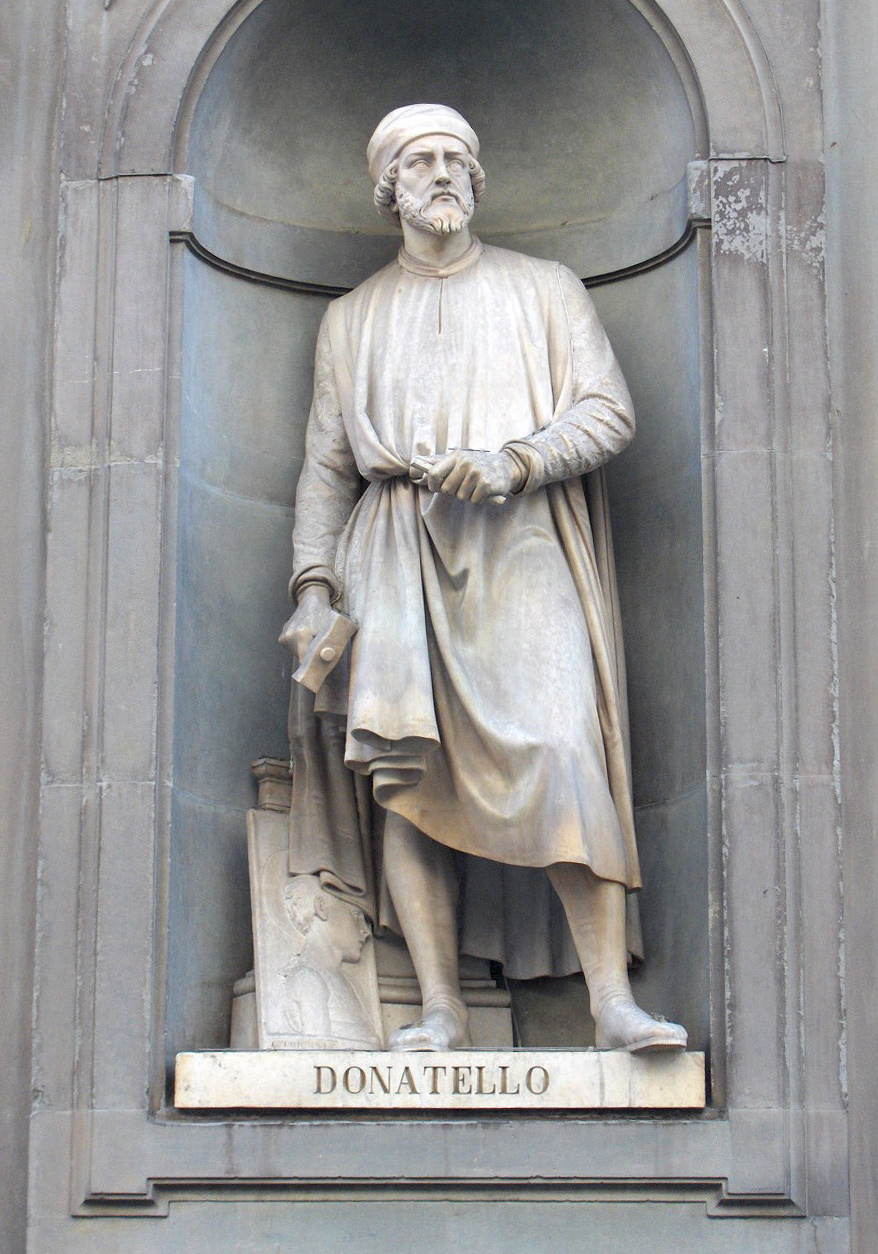
06. Donatello
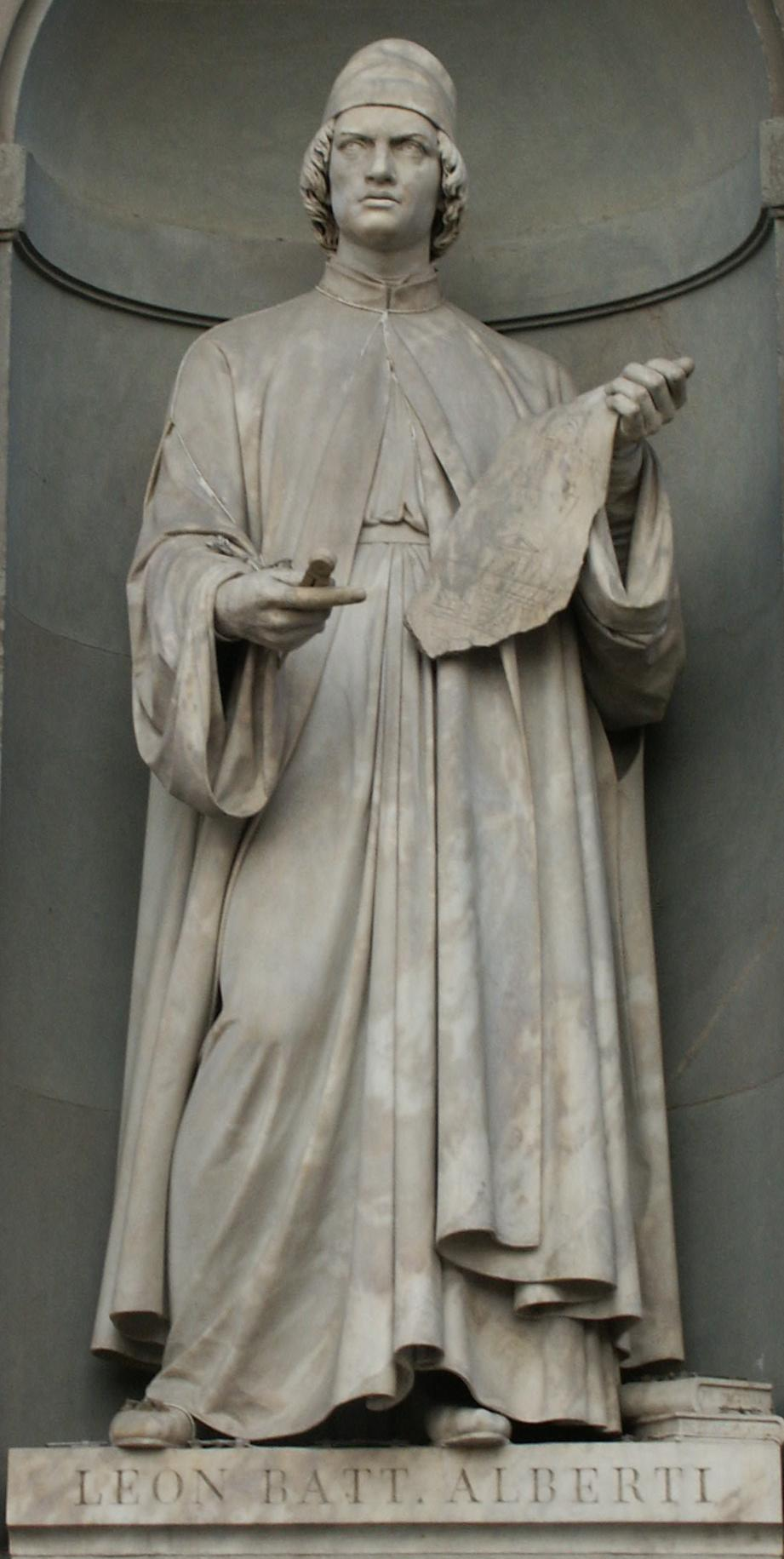
07. Leon Battista Alberti
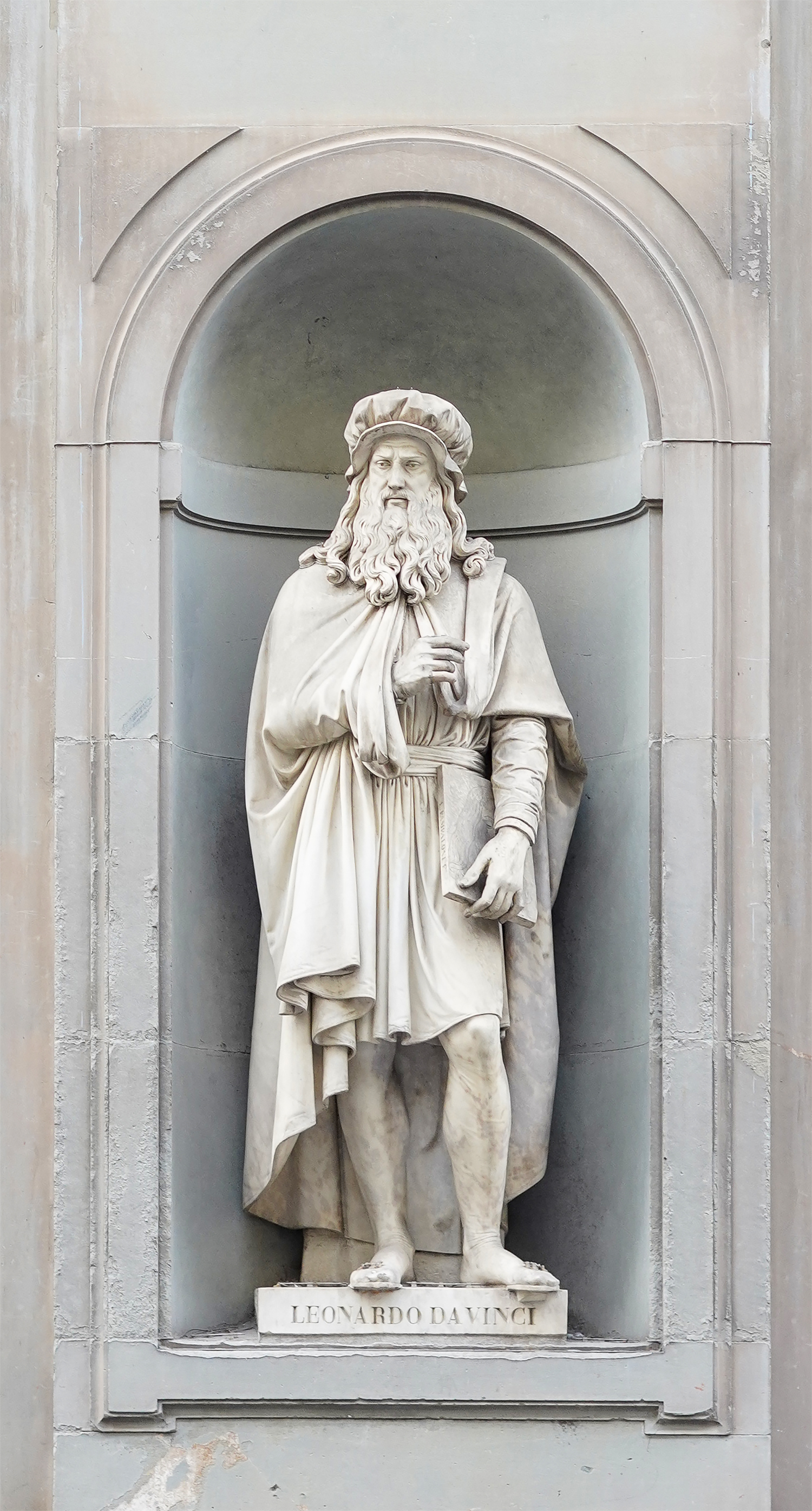
08. Léonard de Vinci
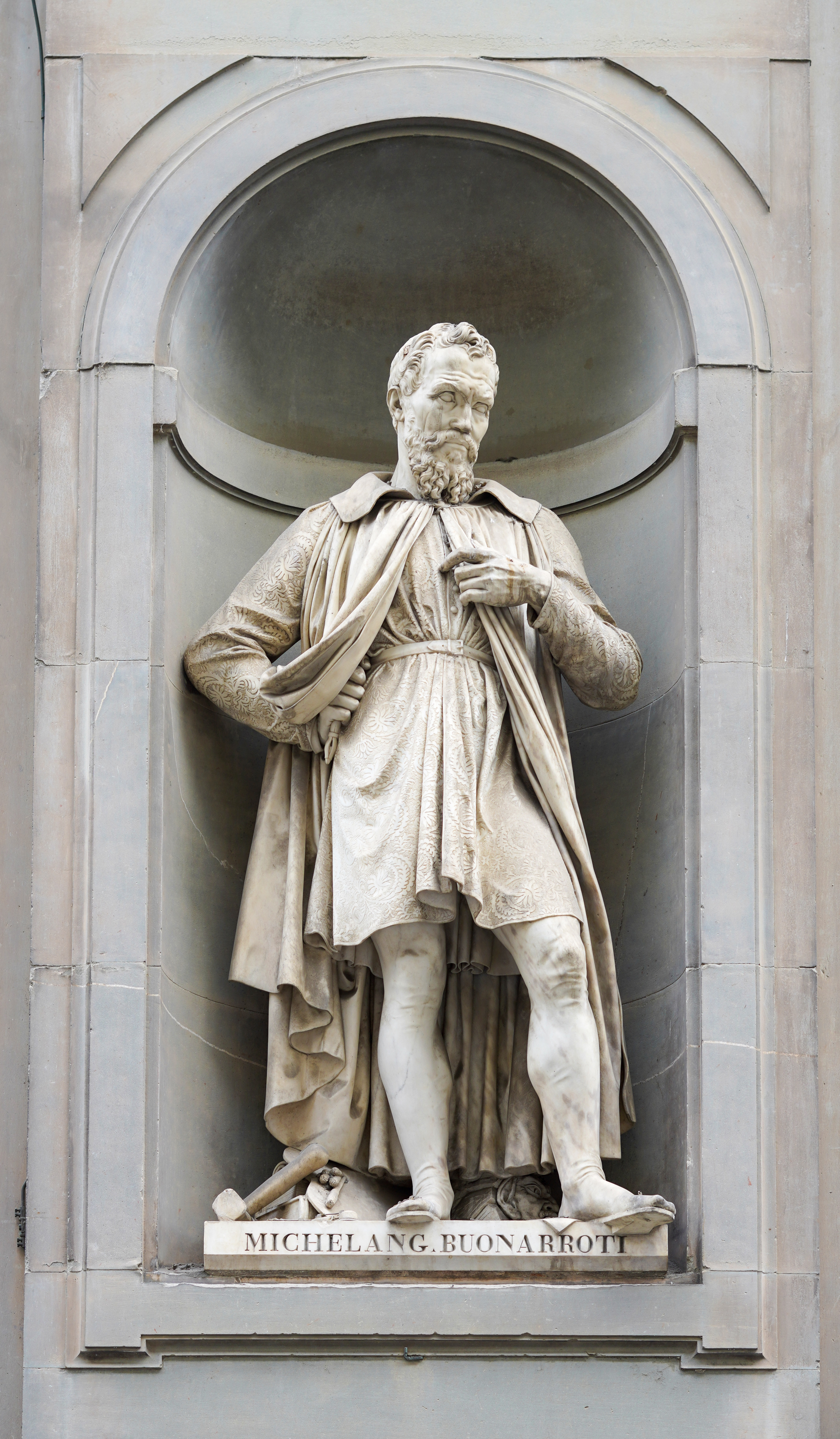
09. Michel-Ange
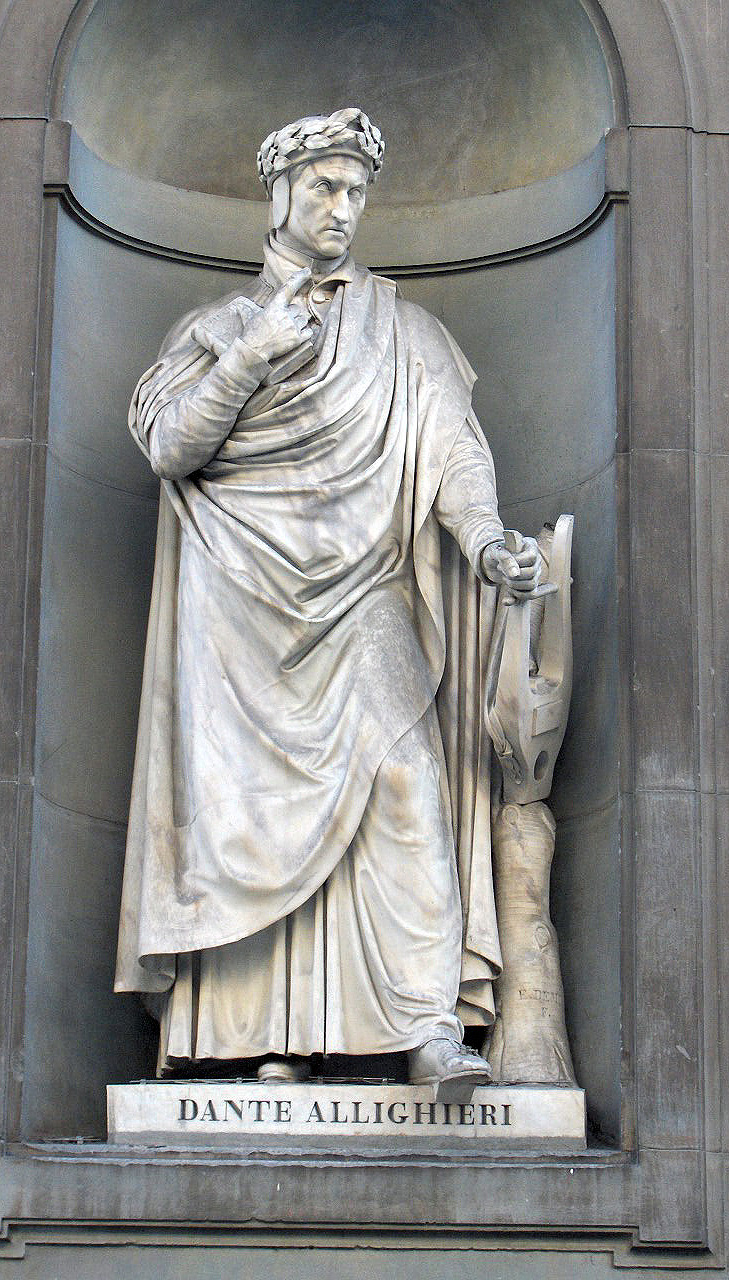
10. Dante Alighieri
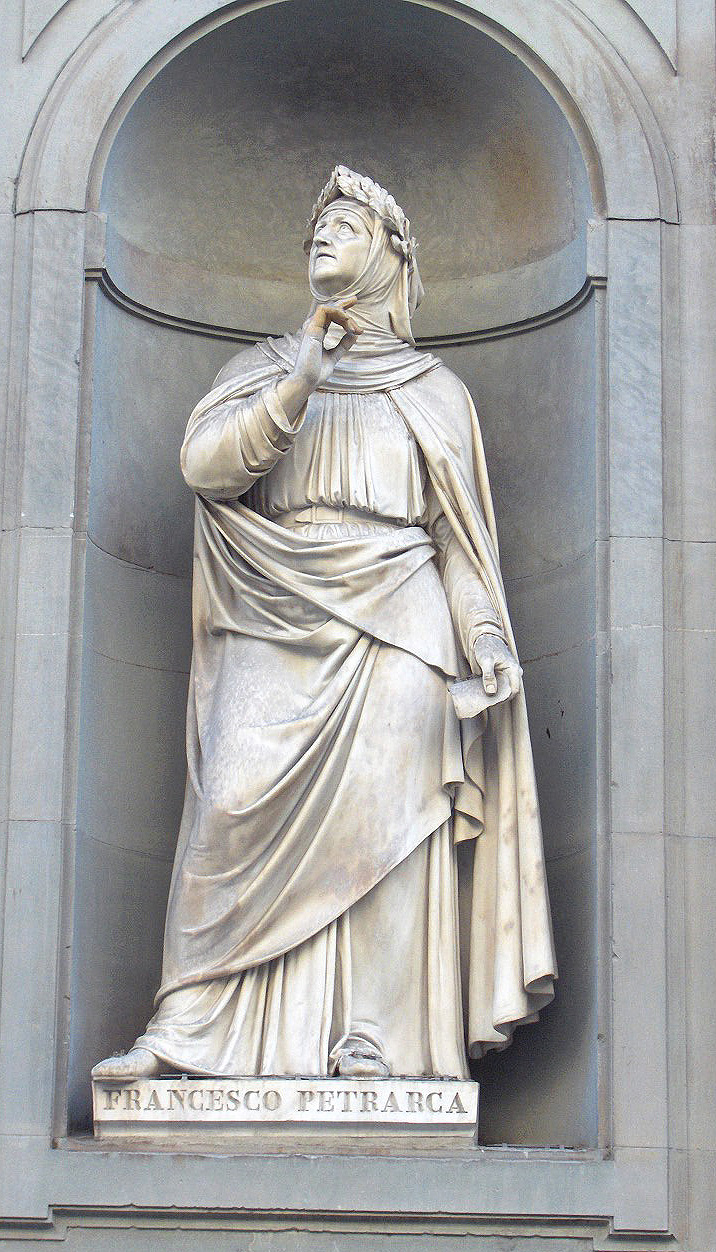
11. Pétrarque
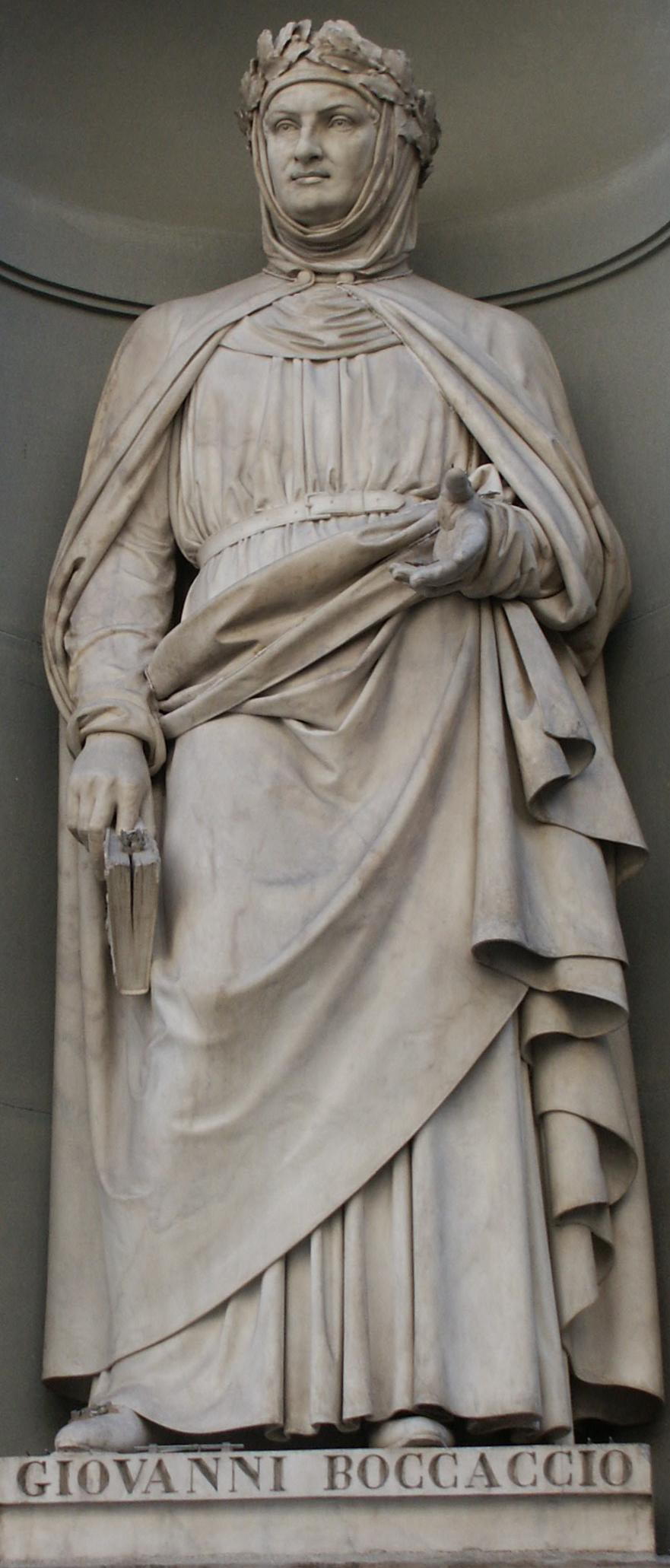
12. Boccace
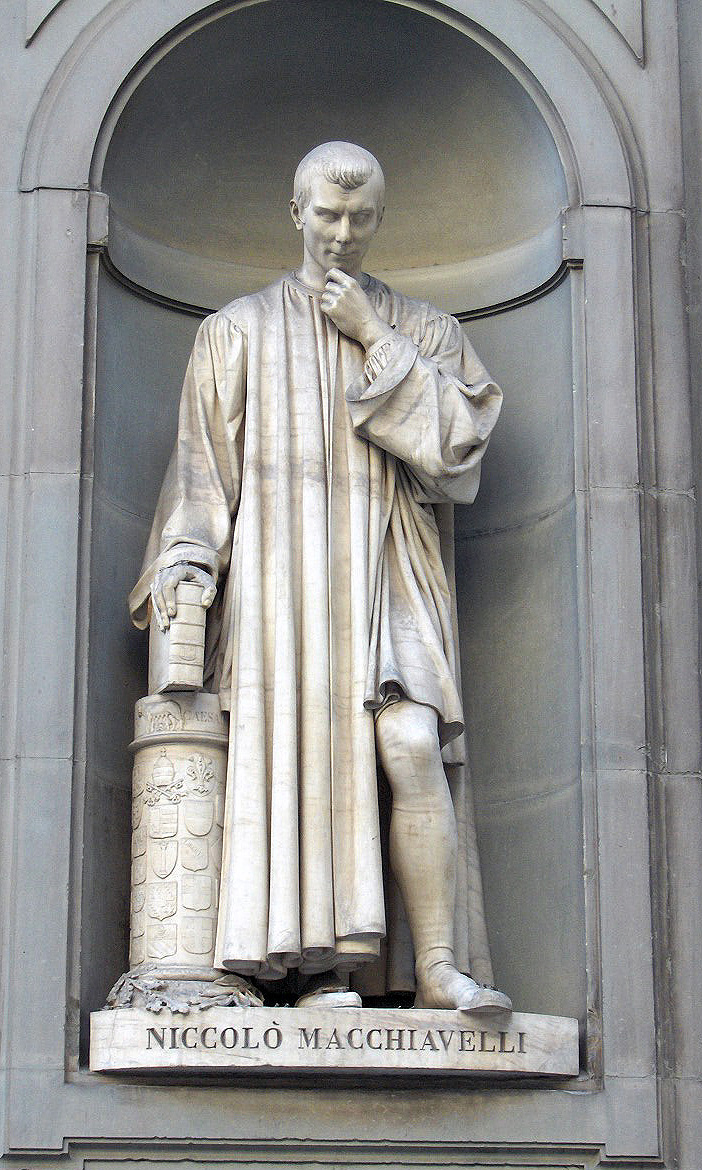
13. Nicolas Machiavel
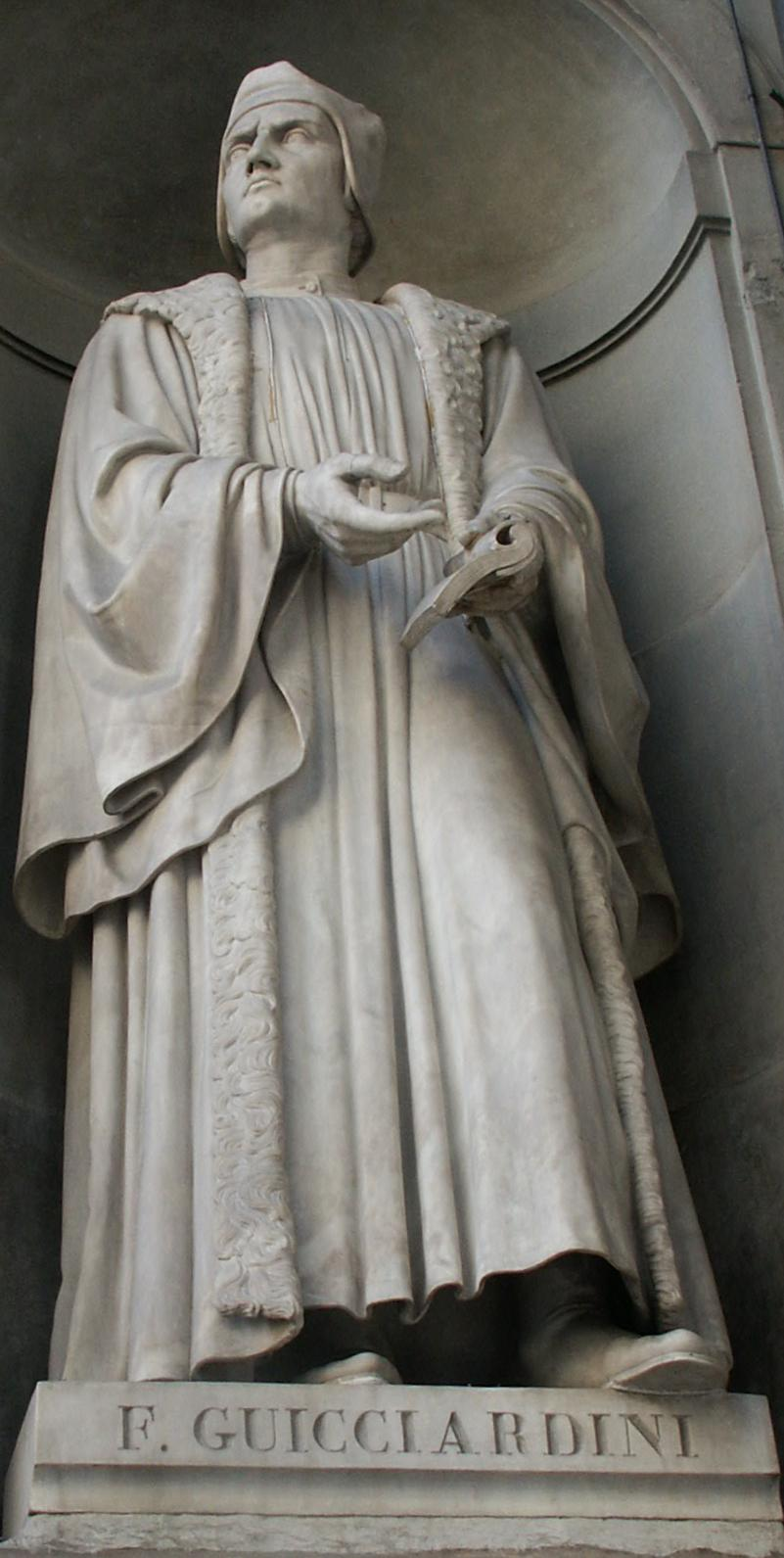
14. Francesco Guicciardini
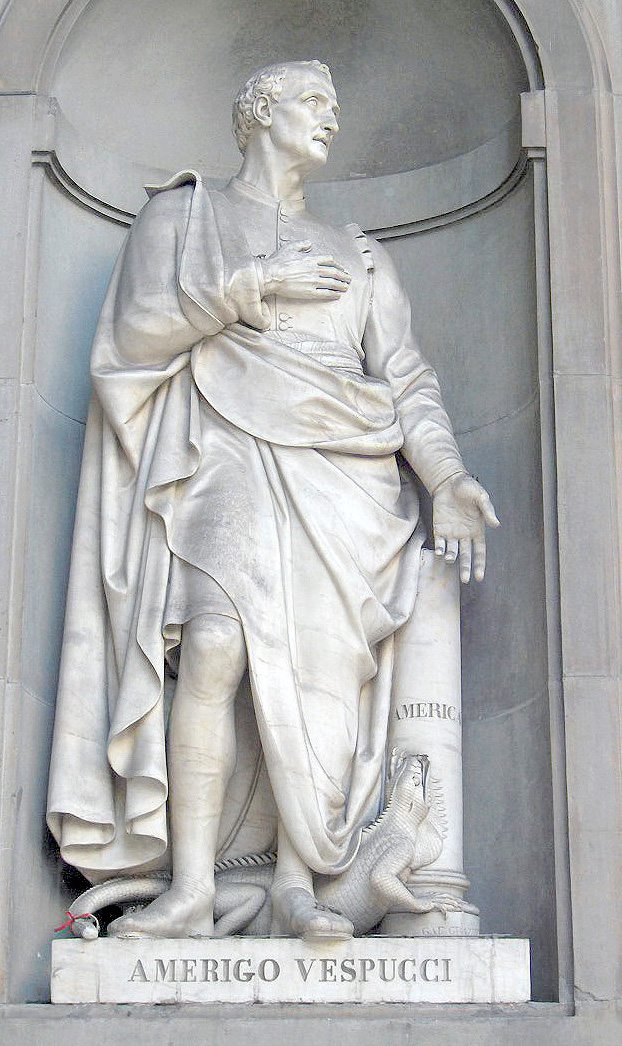
15. Amerigo Vespucci
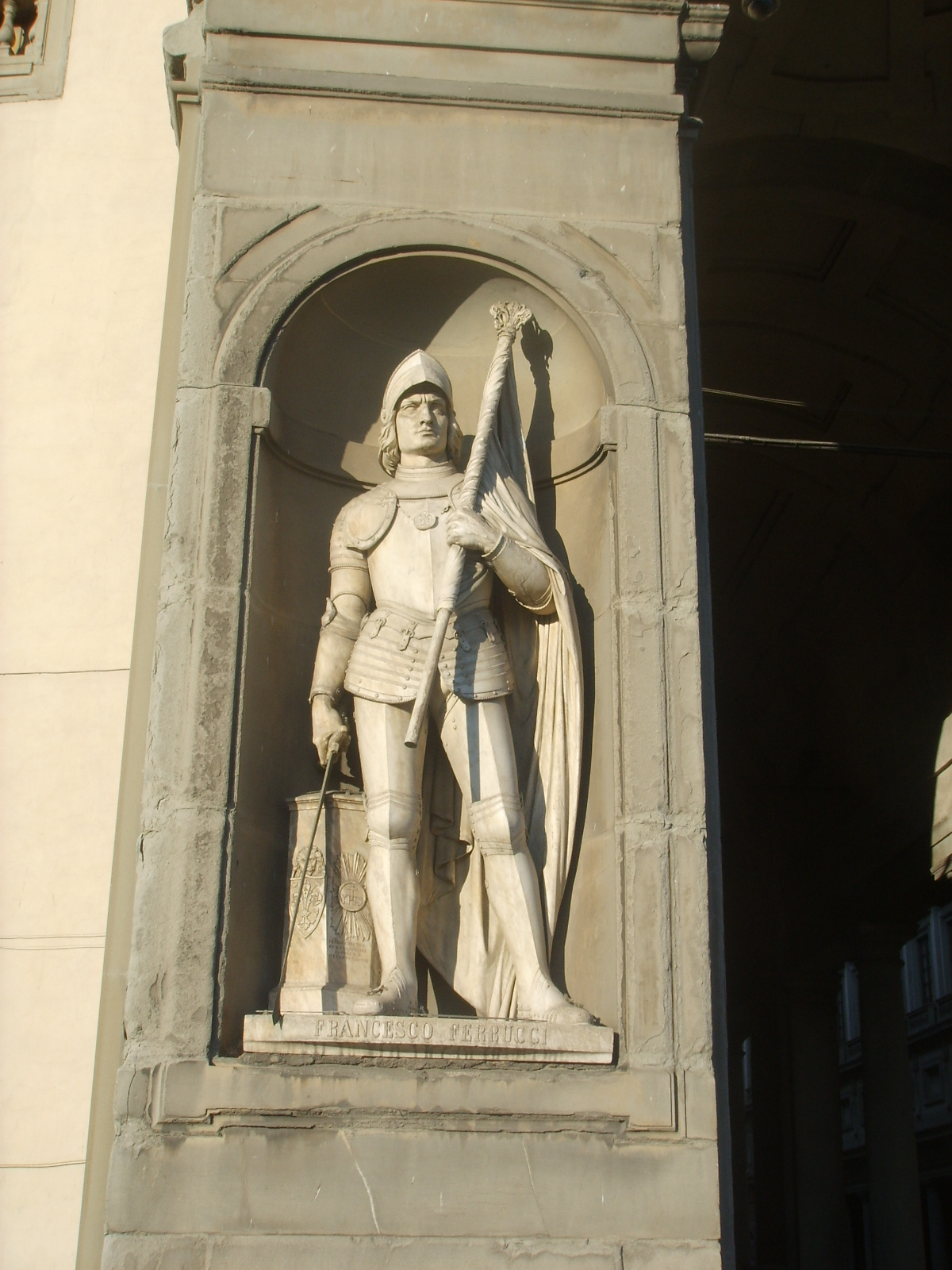
16. Francesco Ferrucci
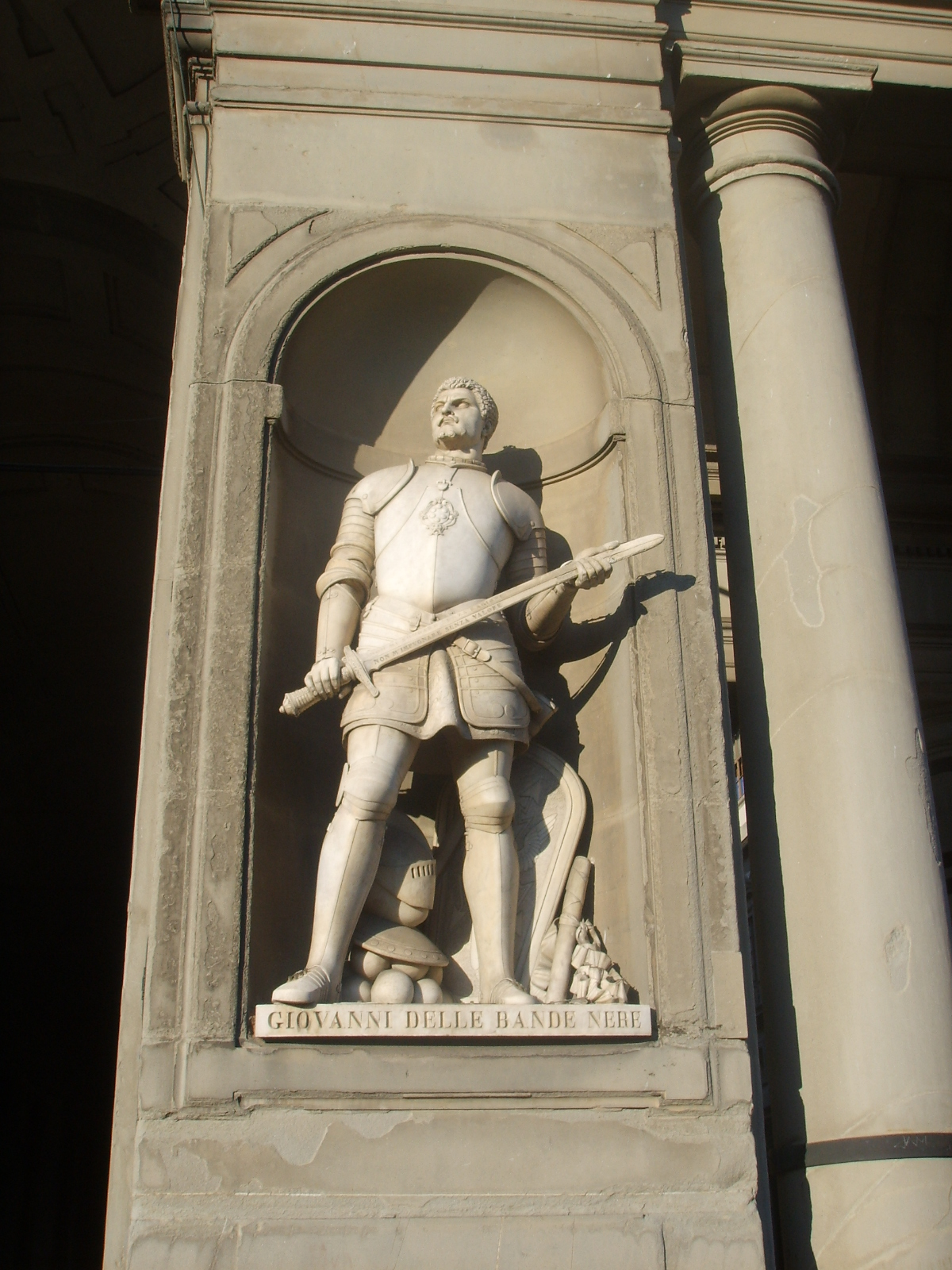
17. Jean des Bandes Noires
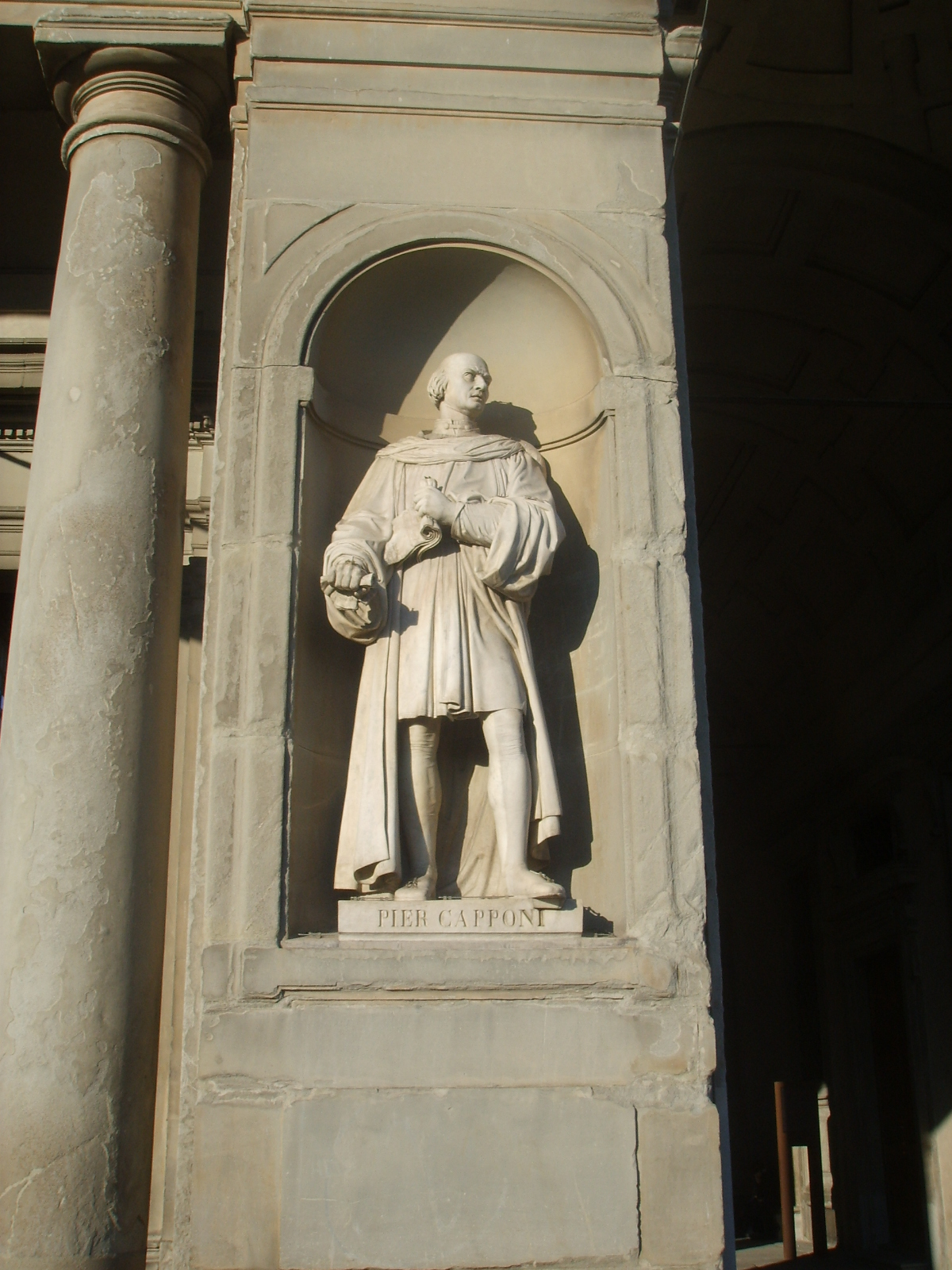
18. Piero Capponi
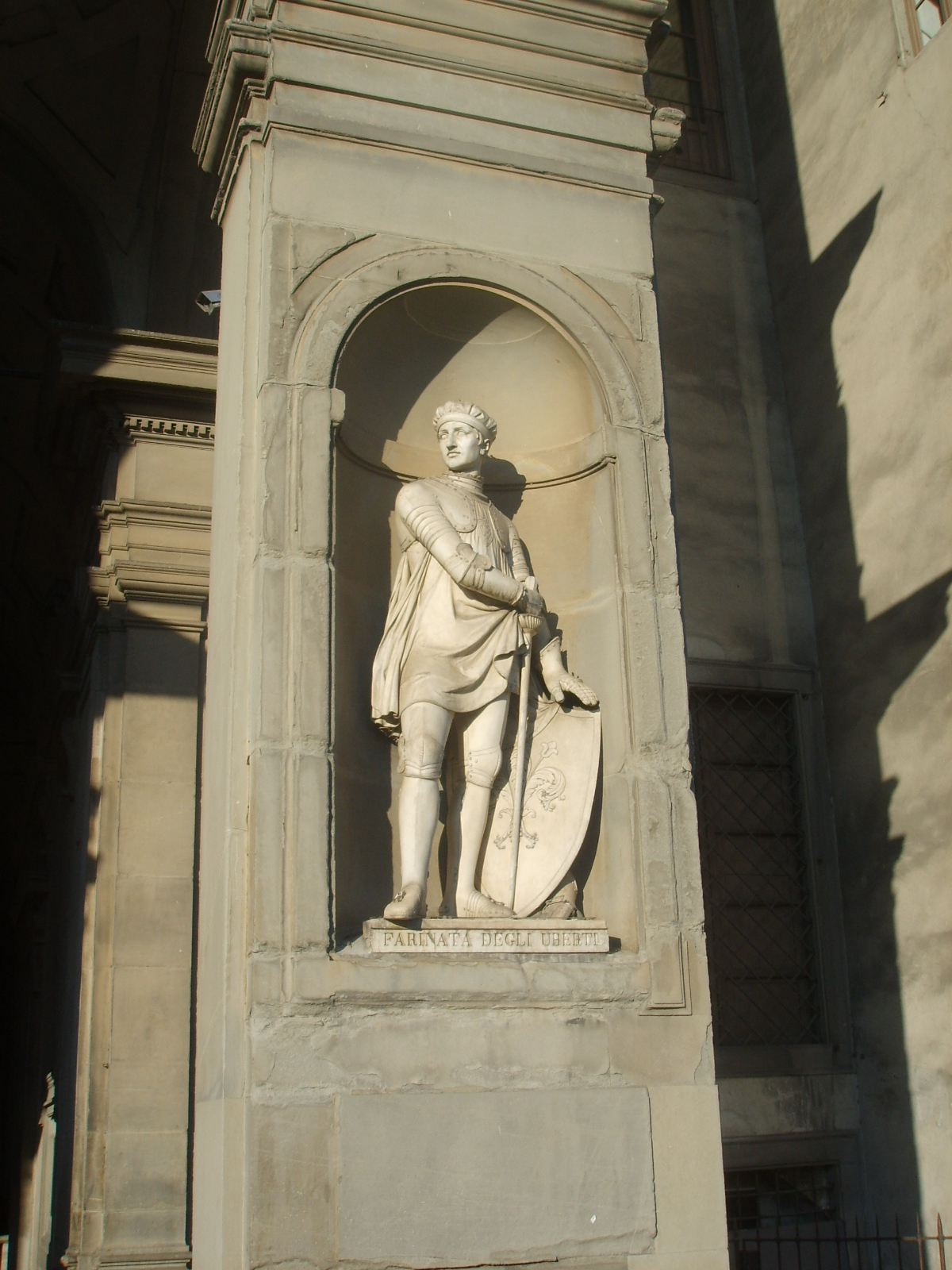
19. Farinata degli Uberti
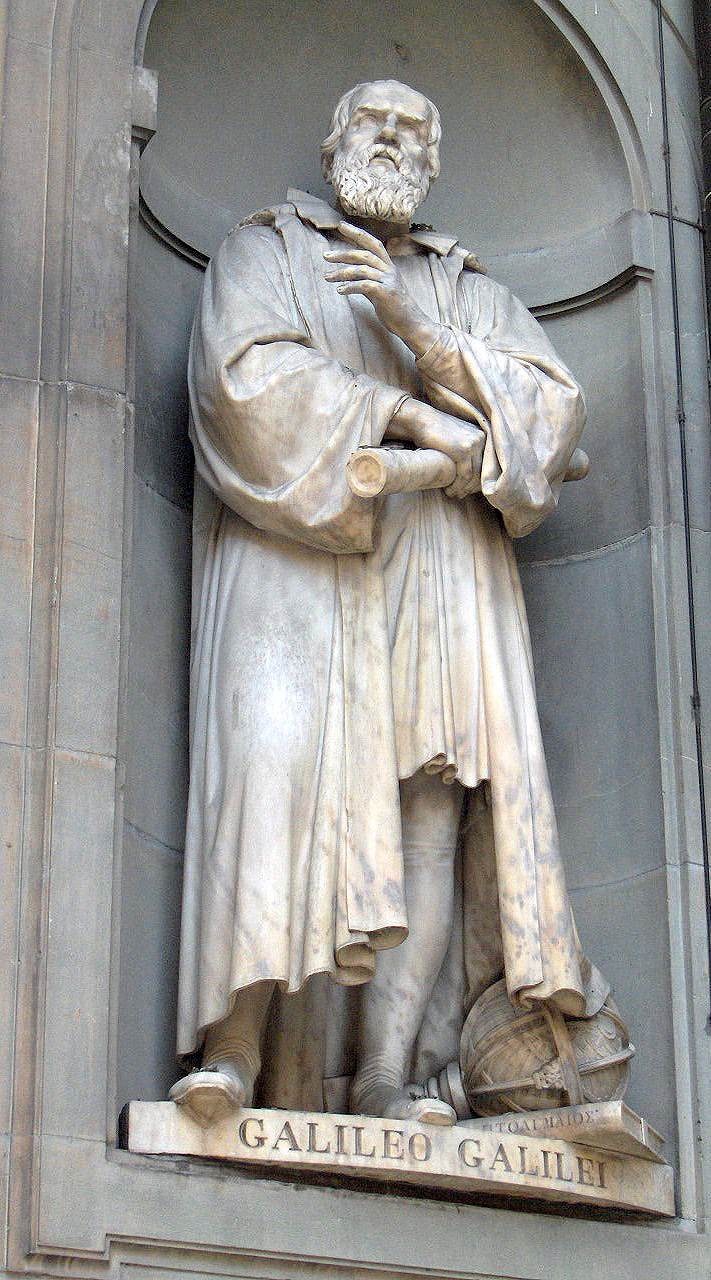
20. Galilée
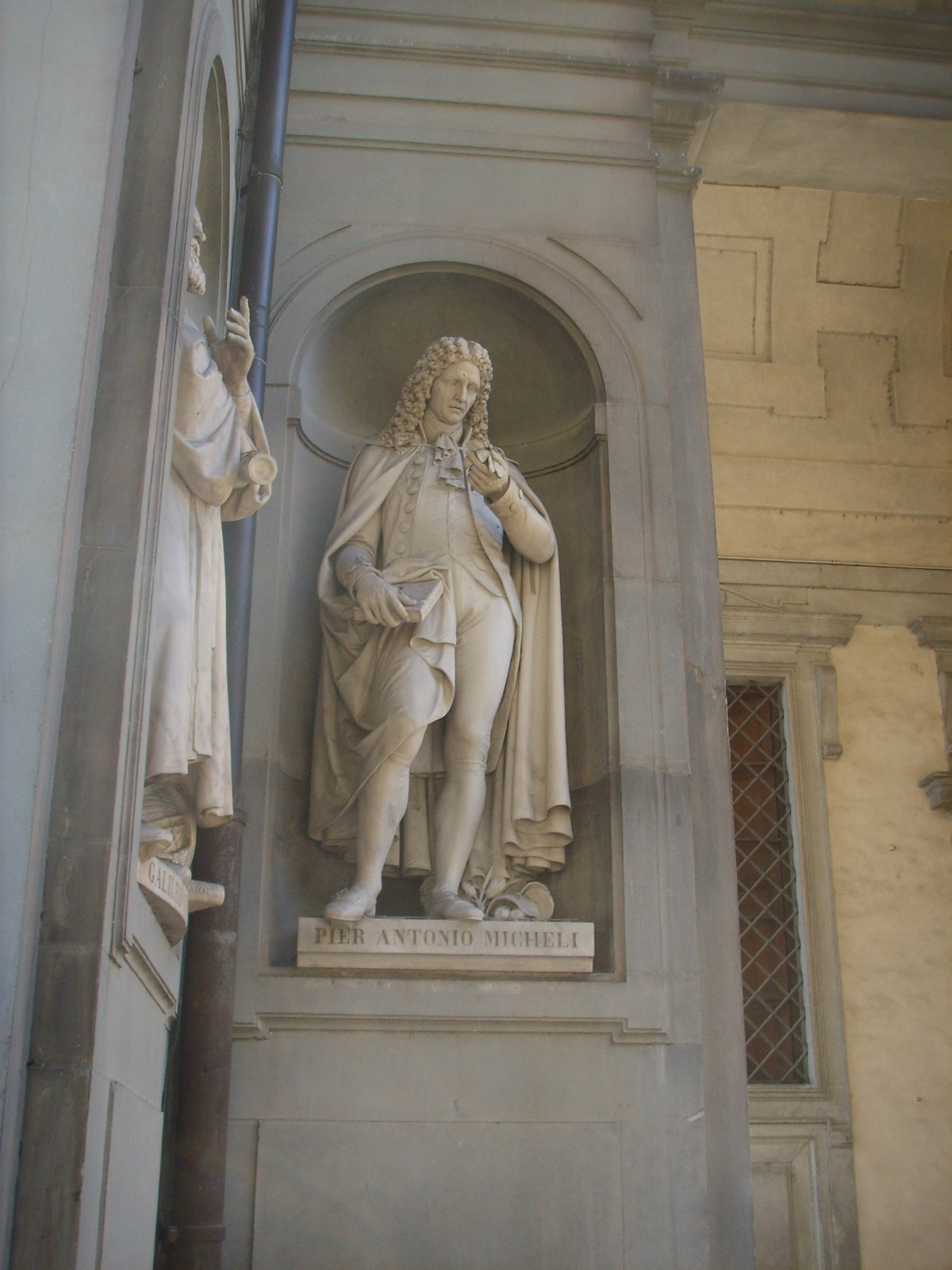
21. Pier Antonio Micheli
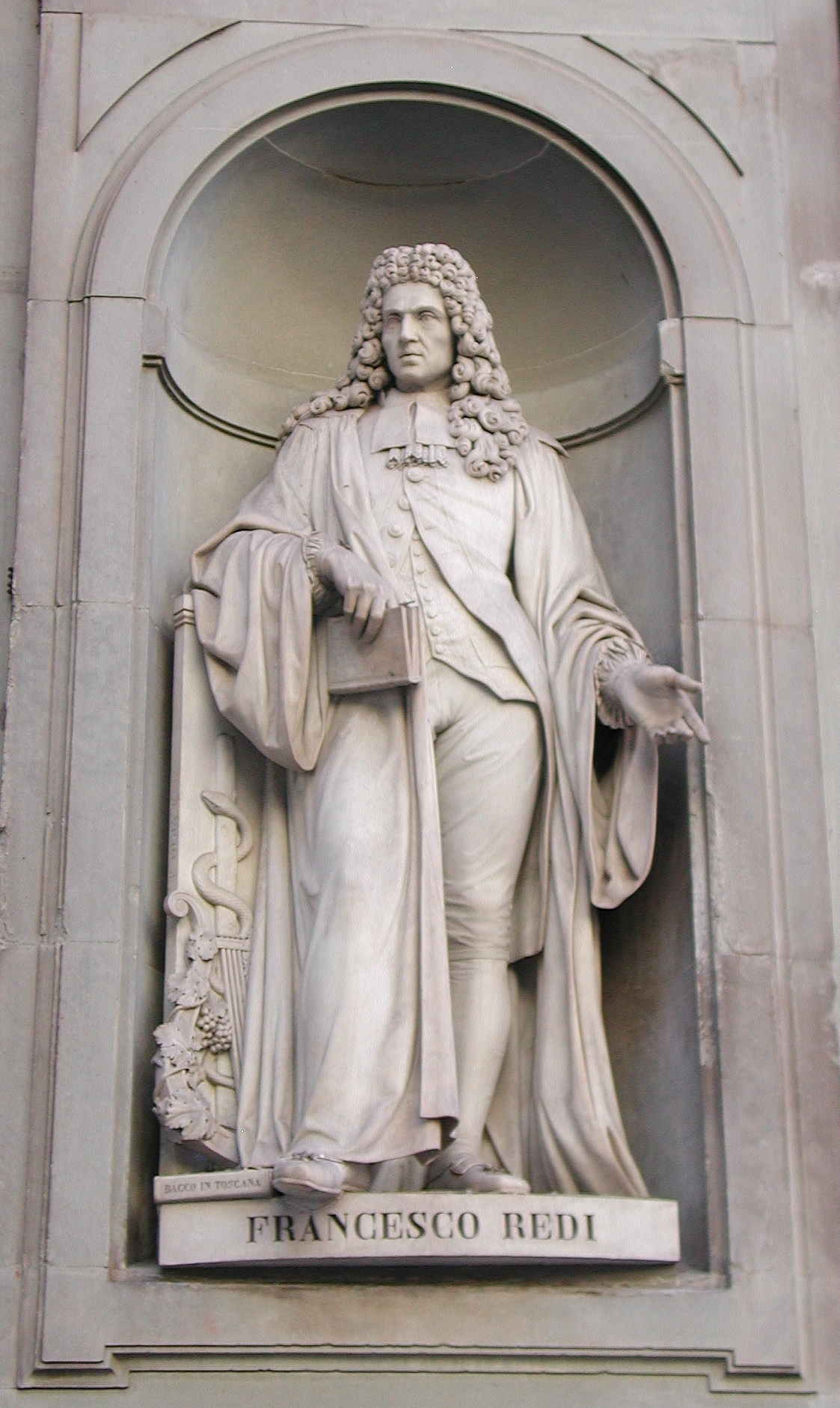
22. Francesco Redi
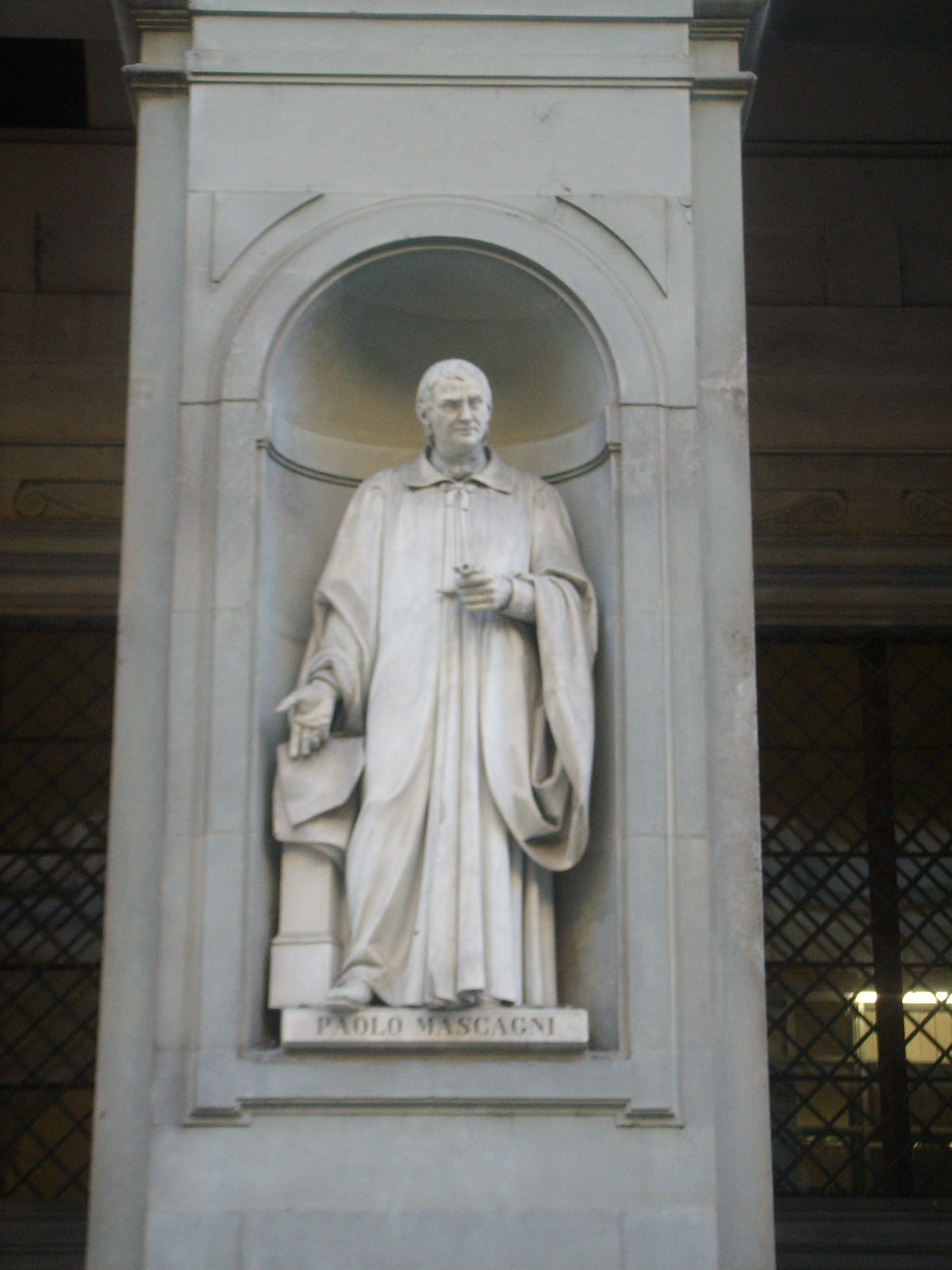
23. Paolo Mascagni
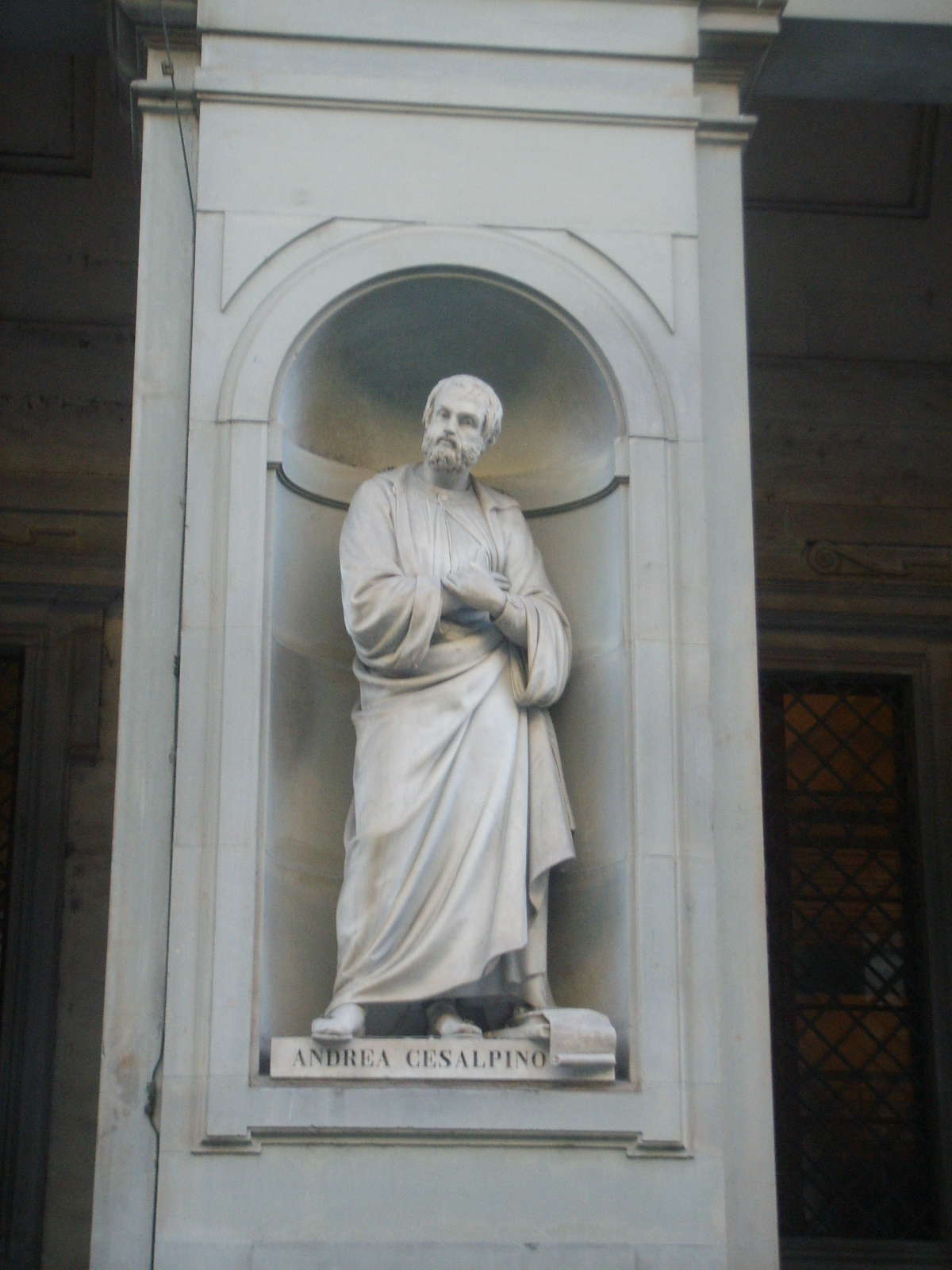
24. Andrea Cesalpino
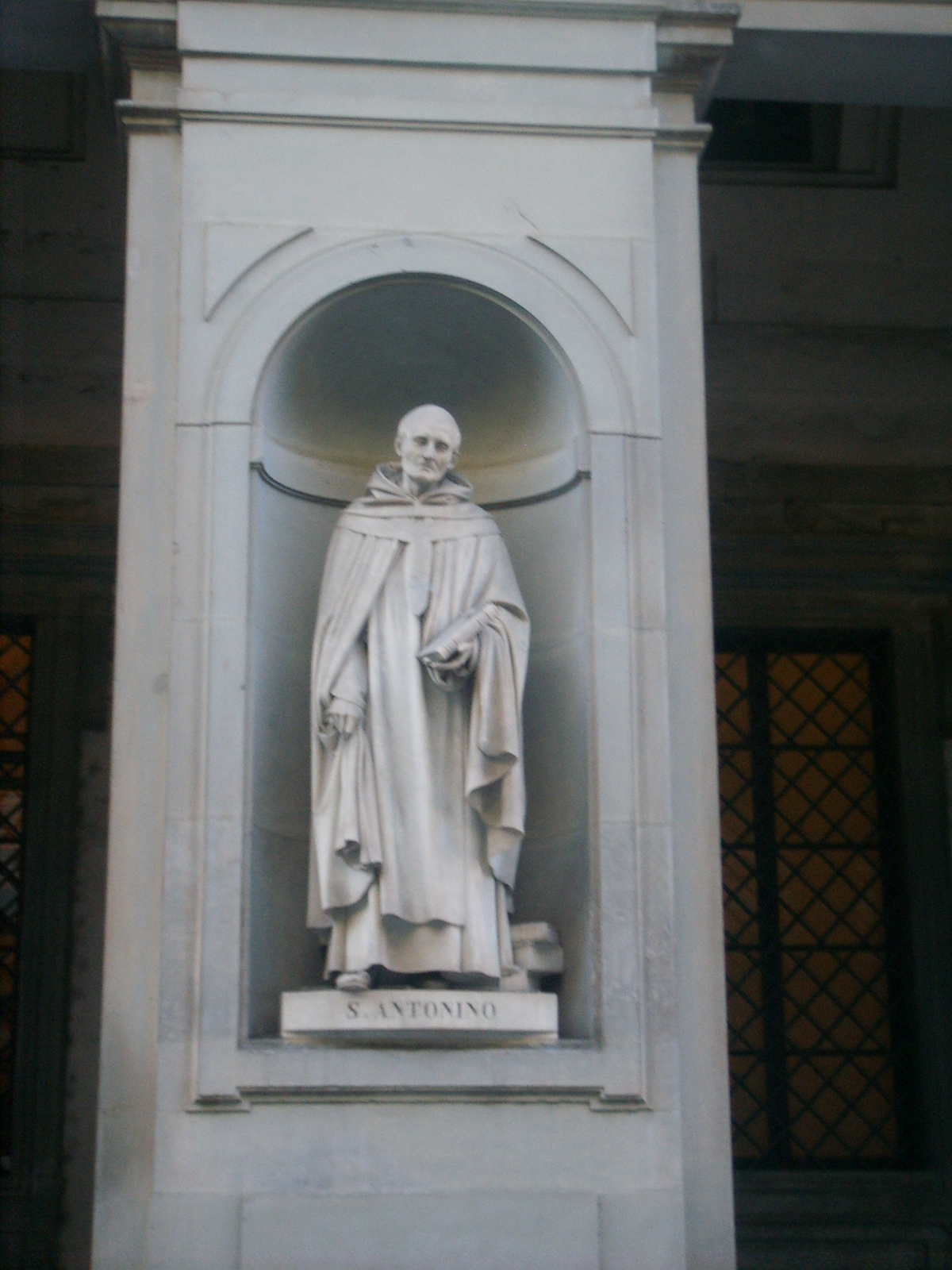
25. Antonin de Florence
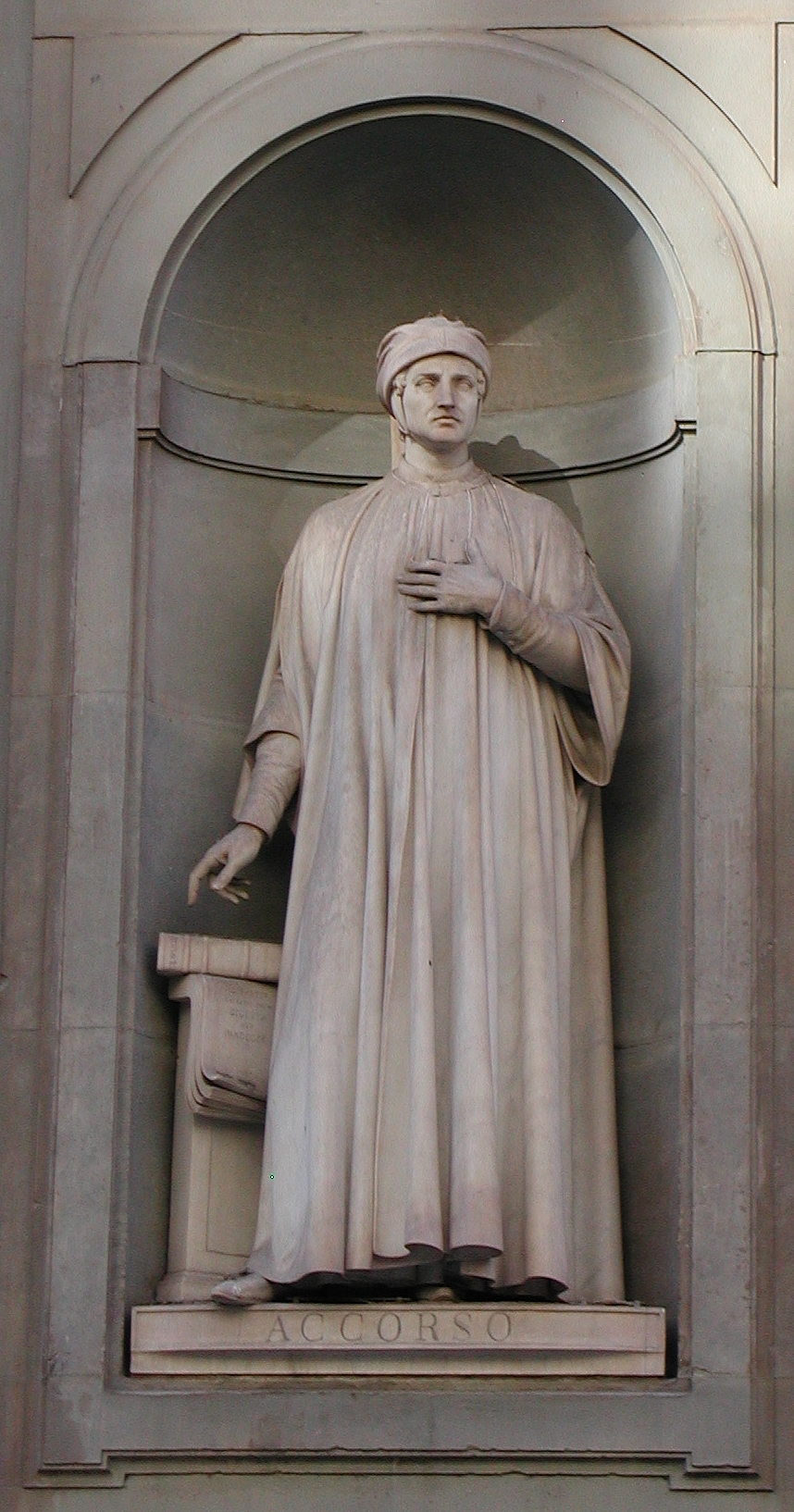
26. Accursius
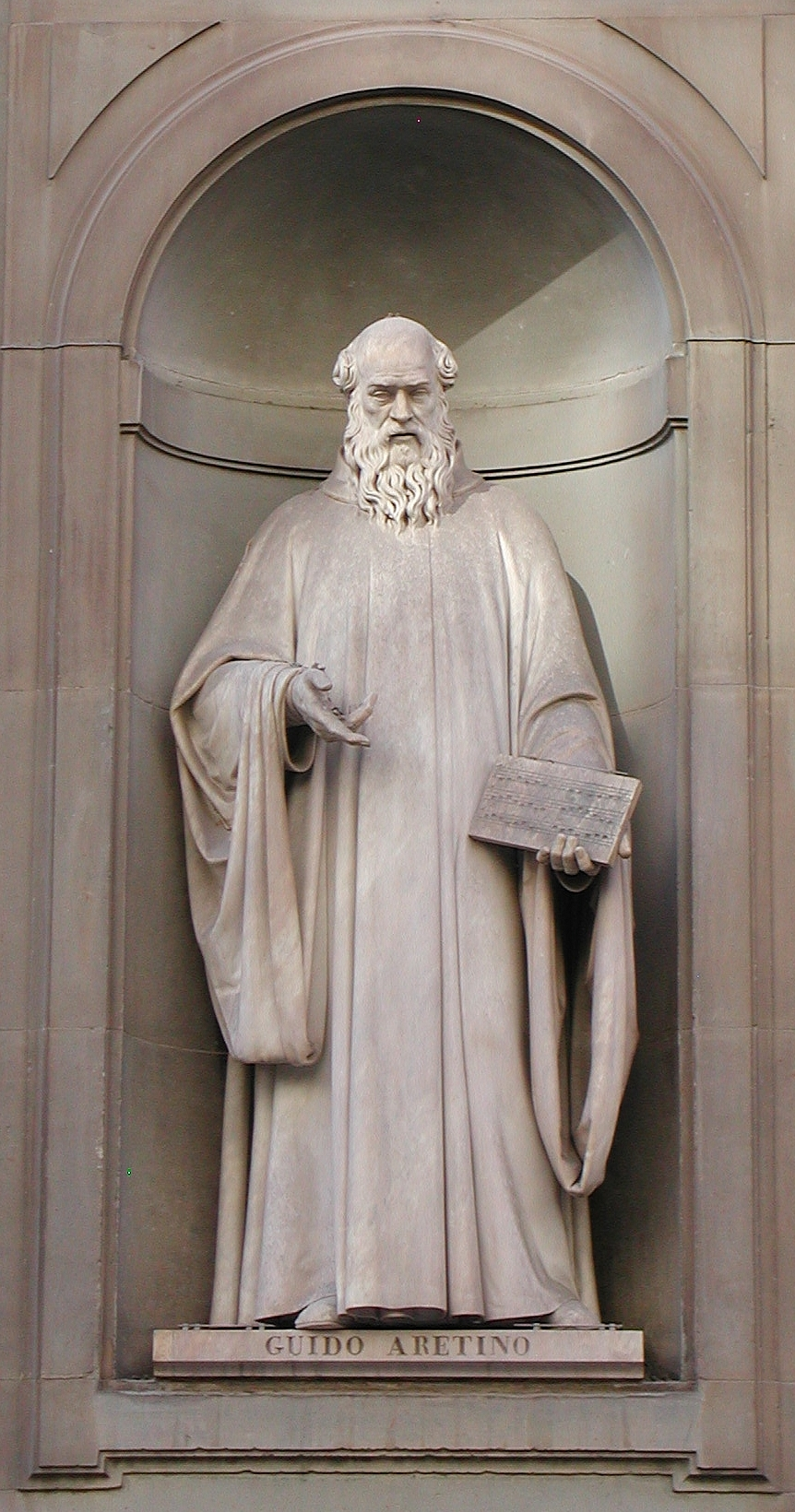
27. Pierre l'Arétin
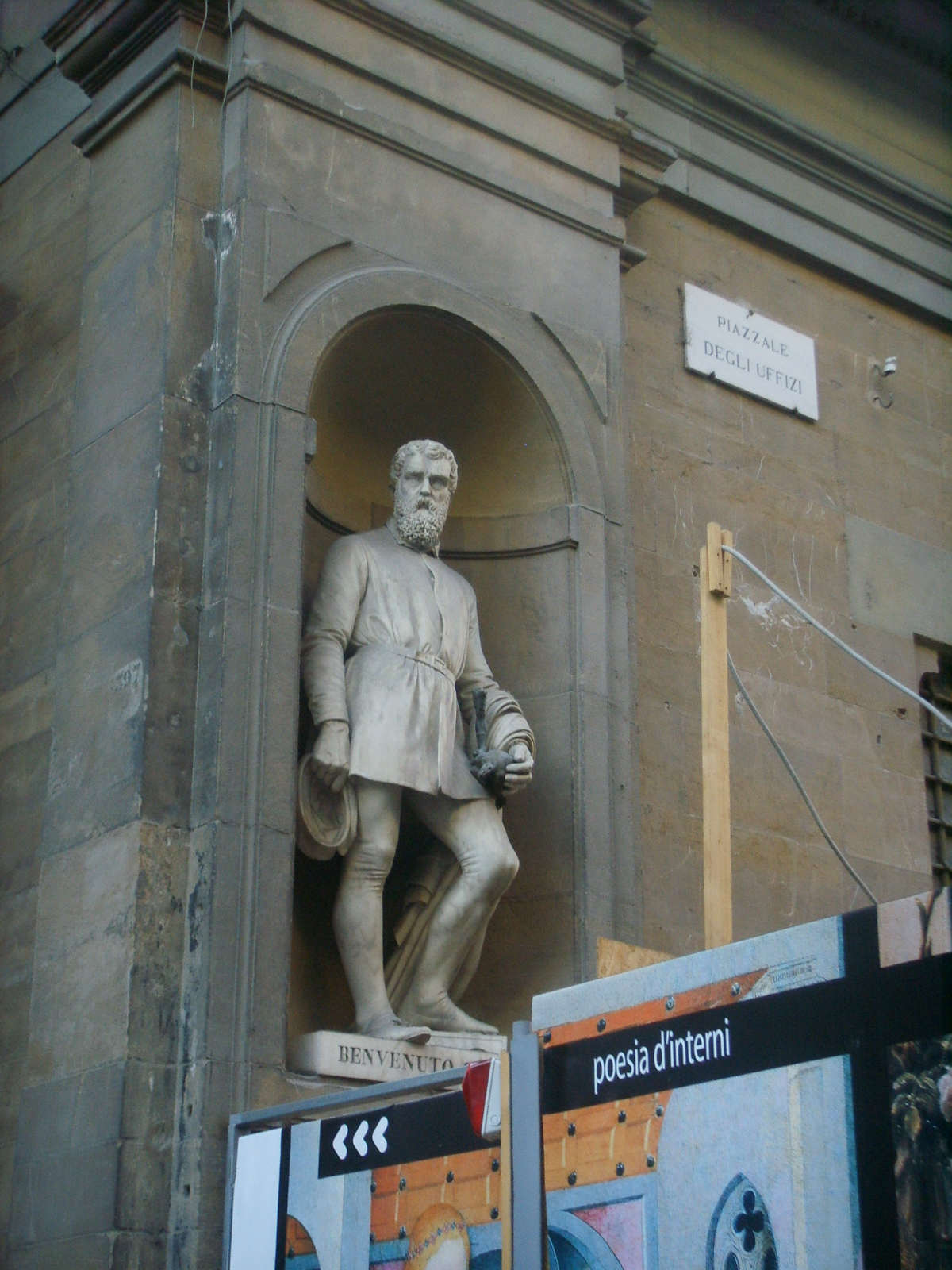
28. Benvenuto Cellini